# Libanonkrieg 2006/Zeittafel
Der Libanonkrieg 2006 war eine Eskalation im Nahostkonflikt. Im Folgenden werden die Ereignisse chronologisch dargestellt:

## Juli

### 12. Juli 2006

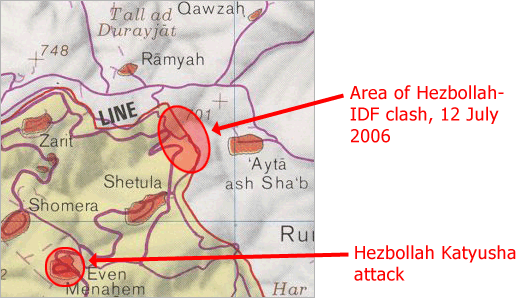
Karte des Grenzabschnitts, in welchem der Zwischenfall stattfand

- Am Morgen des 12. Juli feuerten im Südlibanon stationierte Hisbollah-Kämpfer Katjuscha-Raketen ab, wobei sie auf die israelische Stadt Shlomi (andere Schreibweise: Schelomi) und die von Israel besetzten Schebaa-Farmen abzielten. Der militärische Flügel der Hisbollah startete außerdem vom Libanon aus einen Grenzangriff auf zwei israelische Militärfahrzeuge. Dabei nahmen Guerilla-Einheiten der Hisbollah zwei israelische Soldaten gefangen und töteten drei weitere.[1][2][3] Nach Bekanntwerden der Gefangennahme drangen israelische Streitkräfte mit Bodentruppen in den Südlibanon vor, um die Milizionäre der Hisbollah zu verfolgen und die entführten Soldaten zu befreien.
- Von Seiten der Hisbollah wurde erklärt, Ziel der so genannten Operation Truthful Promise („Wahres Versprechen“) sei die Befreiung aller „Gefangenen aus israelischen Gefängnissen“.[4][5]
- Mit der Operation Just Reward („Gerechter Lohn“, israelische Bezeichnung[6]) begann Israel daraufhin eine großräumige Offensive gegen die vom Libanon aus operierende Hisbollah. Die israelische Luftwaffe flog mehr als 100 Luftangriffe auf Hisbollah-Stellungen und Waffenlager sowie auf Straßen und Brücken, die dazu benutzt werden könnten, die entführten Soldaten zu transportieren.[7]
- Der israelische Ministerpräsident Ehud Olmert erklärte, Israel betrachte die libanesische Regierung als verantwortlich für das Schicksal der Soldaten. Auch würden die Angriffe der Hisbollah, die zwei Minister in der libanesischen Regierung stellte, als eine Aggression des Staates Libanon gewertet.[8] Dan Chalutz, Generalstabschef des israelischen Heeres, drohte, sollten die verschleppten Soldaten nicht freigelassen werden, durch die Zerstörung der Infrastruktur „die Uhr im Libanon um 20 Jahre zurückzudrehen“.[9] Israelische Medien berichteten, die Armee bereite die Mobilisierung tausender Reservisten für eine große Offensive im Libanon vor.[8]

### 13. Juli 2006

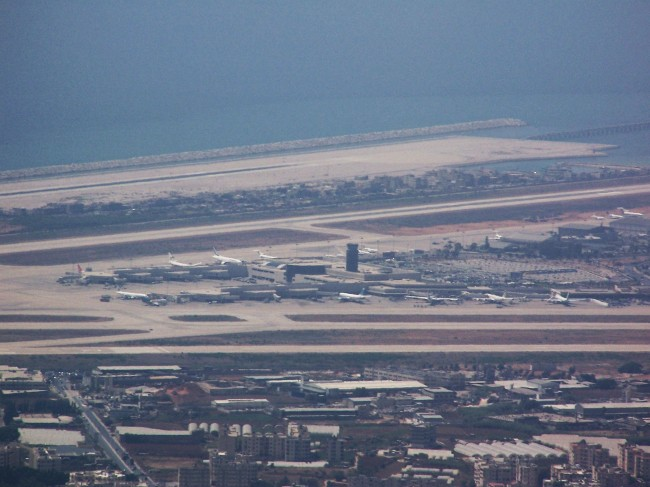
Flughafen von Beirut, Aufnahme ist aus dem Jahr 2004

- Die israelische Luftwaffe bombardierte Straßen, Brücken, den Beiruter Flughafen und vermutete Stellungen der Hisbollah im Süden des Landes, wohl um zu verhindern, dass die entführten Soldaten weiter von der Grenze weggebracht werden. Dabei wurden mehr als 70 libanesische Zivilisten getötet. Israelische Kriegsschiffe feuerten am Abend zum zweiten Mal Raketen auf die Landebahn des Beiruter Flughafens ab.[10]
- Am Abend des 13. Juli beschossen nach israelischen Angaben Hisbollah-Milizionäre die israelische Stadt Haifa mit Raketen. Die Hisbollah dementierte dies und die Behauptung, sie hätte dabei iranische Waffen eingesetzt. Die Hisbollah beschoss die Städte Nahariya und Safed sowie eine Reihe in der Nähe liegender Ortschaften mit Katjuscha-Raketen. Bei diesen Angriffen wurden zwei Zivilisten getötet und 29 verletzt.[11]

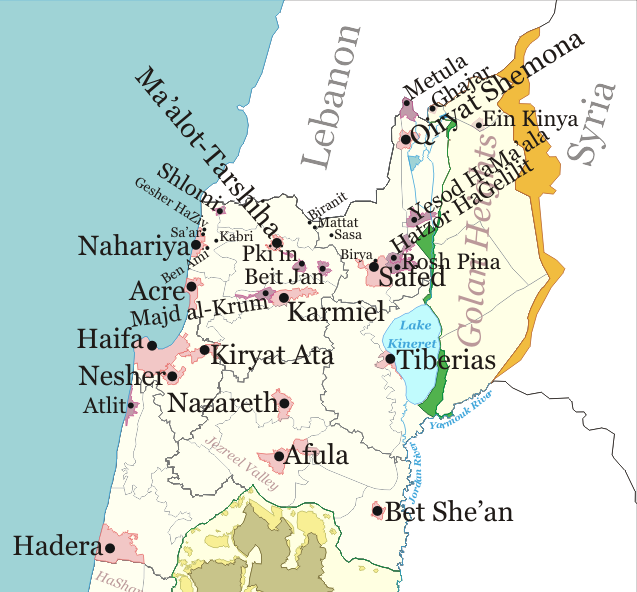
Karte mit den israelischen Ortschaften, die durch die Hisbollah angegriffen wurden.

### 14. Juli 2006
- Ab dem 14. Juli wurde der Libanon durch Israel mit einer vollständigen Blockade abgeriegelt. Zunächst wurde der Seezugang durch die Marine und der Luftzugang durch wiederholte Bombardierung des Beiruter und anderer Flughäfen blockiert, um zu verhindern, dass über den Luftweg aus Syrien, Iran oder anderen Staaten die Hizbollah Waffennachschub erhält. Die israelische Luftwaffe übernahm die Kontrolle des libanesischen Luftraumes. Danach wurden die Hauptverkehrswege zu Lande – etwa die Straßenverbindung über die Region Mdeiredsch nach Syrien – und Versorgungseinrichtungen durch Bombardements unterbrochen oder zerstört.[12][13]
- Am selben Tag griff die Hisbollah mit rund 100 Katjuscha-Raketen mehrere nordisraelische Orte an (die Städte Nahariya, Safed, Chatzor, Rosch Pinnah, Qirjat Schmonah und die Siedlungen Mattat, Sasa, Peqiʿin, Beit Jan, Biria, Biranit, Kabri, Gescher haZiv, Saʿar und Ben Ami). Dabei wurden 30 Menschen verletzt. In der Stadt Meron starben dabei zwei Zivilisten.[14]
- Die INS Chanit, ein israelisches Kriegsschiff der Saʿar-5-Klasse, wurde vor Beirut mit einer Küsten-See-Rakete chinesischer Bauart[15] beschossen und schwer beschädigt;[16] dabei wurden vier Seeleute getötet.[17] Strittig ist, ob es von einer Katjuscha-Rakete oder, wie von israelischer Seite verlautbart, von einer C-802-Rakete aus iranischer Produktion oder von einer Drohne getroffen wurde.
- Ehud Olmert bekräftigte gegenüber den Vereinten Nationen drei Forderungen, die Israel erfüllt sehen will: Die Hisbollah müsse die beiden entführten israelischen Soldaten freilassen, ihre Raketenangriffe beenden und der Libanon die UN-Resolution 1559 erfüllen (Auflösung aller paramilitärischen Milizen im Libanon).[18]
- Der Sprecher des Weißen Hauses betonte am 14. Juli, dass die USA keinen Druck auf Israel zur Durchsetzung eines Waffenstillstands mit dem Libanon ausüben werden.[19] Die libanesische Regierung signalisierte Verhandlungswillen, wies aber jede Verantwortung für die Entführung der Soldaten zurück und distanzierte sich von der Hisbollah, die damals zwei Minister im Kabinett stellte. Informationsminister Ghazi al-Aridi forderte nach einer Krisensitzung eine sofortige Waffenruhe. Der Führer der Drusen, Walid Dschumblat, beschuldigte den Iran und Syrien, mit den Angriffen der Hisbollah auf Israel den Libanon destabilisieren zu wollen.[20] Hisbollah-Generalsekretär Hassan Nasrallah kündigte einen „offenen Krieg“ gegen Israel an.[21]

### 15. Juli 2006
- Am Samstag, dem 15. Juli, weitete die israelische Armee ihre Offensive im Libanon weiter aus. Beschossen wurden Straßen und Brücken im ganzen Land, die als Hochburg der Hisbollah geltenden südlichen Stadtteile und Vororte von Beirut (u. a. Haret Hreik), Treibstofflager wie das bei Sidon im Süden des Landes und die libanesischen Luftstützpunkte bei Rayak im Osten und Koleyat im Norden des Landes.[22] Neu waren Luftangriffe auf das Hauptwohngebiet der christlichen Maroniten, die als überwiegend antisyrisch und prowestlich eingestuft werden. Am Nachmittag wurden Hafenanlagen in der dicht mit Hochhäusern bebauten und nahezu ausschließlich von Christen bewohnten Bucht von Jounieh beschossen.
- Nach Angaben des Militärs wurden bis zu diesem Zeitpunkt etwa 150 Ziele im Libanon angegriffen, davon rund ein Dutzend in direktem Zusammenhang mit der Hisbollah. Offiziell bestätigt wurde von libanesischer Seite, dass das Hauptquartier der Hisbollah in Beirut bei einem Luftangriff zerstört wurde. Auch der Grenzübergang zwischen dem Libanon und Syrien bei Masnaa wurde angegriffen. Dabei starben drei Menschen.[23] Darauf folgende Berichte, dass Israel nun auch Syrien angegriffen habe, wurden von beiden Staaten dementiert.[24] Die Hisbollah setzte ihre Raketenangriffe auf Städte im Norden Israels fort und traf dabei unter anderem Ziele in Tiberias.
- Großbritannien entsandte für eine mögliche Evakuierung sechs Kriegsschiffe, darunter einen Flugzeugträger, in den Nahen Osten und verlegte Chinook-Hubschrauber nach Zypern. Frankreich schickte zwei Kriegsschiffe und ein ziviles Fährschiff. Zwei Hercules-Transportflugzeuge der italienischen Luftwaffe flogen zwischen dem 15. und dem 16. Juli von der syrischen Hafenstadt Latakia insgesamt 460 Zivilisten verschiedener Nationalität aus, die zuvor mit Bussen aus dem Libanon gebracht worden waren.(Beleg fehlt)

### 16. Juli 2006

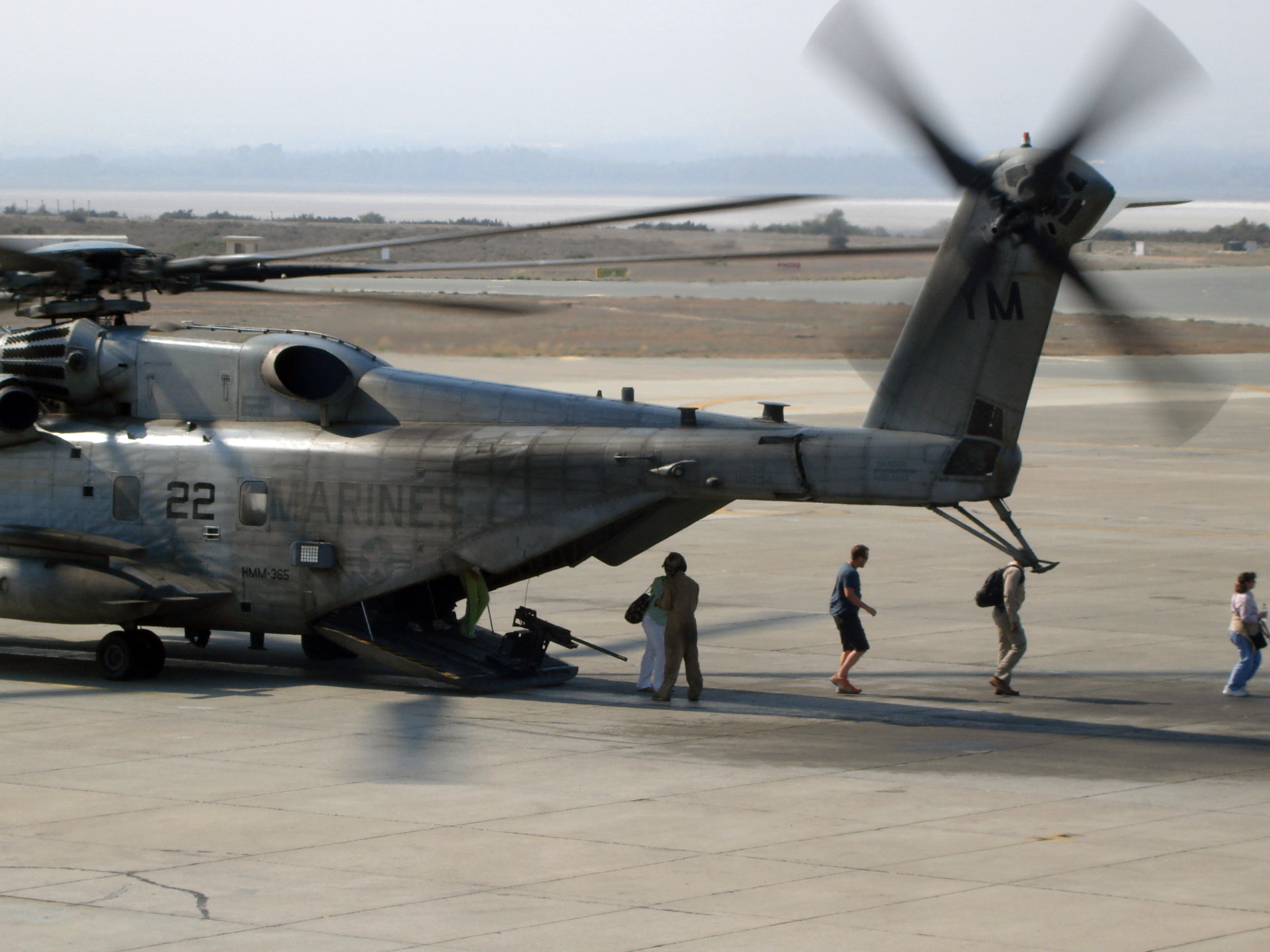
Botschaftsangehörige verlassen den Helikopter auf Zypern.

- Bei einem Angriff auf Haifa wurden insgesamt neun Menschen durch Raketen getötet, davon acht, als ein Zugdepot getroffen wurde, wobei 23 weitere verletzt wurden.[25][26]
- Der Libanon warf unterdessen den USA vor, diese würden ein Statement des UN-Sicherheitsrates blockieren.[27]
- Auf dem Gelände der US-Botschaft in Beirut traf ein militärisches Vorauskommando ein, um die Abreise der Amerikaner vorzubereiten. Das Team wurde laut CNN mit Kampfhubschraubern aus Zypern eingeflogen.[28]
- Bei einem israelischen Angriff auf Aitarun wurden acht Kanadier libanesischer Herkunft getötet, die in den Ferien ihre Verwandten im Libanon besucht hatten. Dies teilte der kanadische Außenminister Peter MacKay im Fernsehsender CTV.[29]

### 17. Juli 2006
- Am 17. Juli 2006 unterbreiteten UN-Vermittler der libanesischen Hisbollah einen Vermittlungsvorschlag, der die Militäraktionen in Nahost beenden soll. Dabei wurden sie von der EU unterstützt.[30]
- Bei weiteren israelischen Luftangriffen starben im Libanon mindestens 33 Menschen, davon mindestens 21 Menschen bei einem Angriff auf ein Dorf nahe dem südlibanesischen Hafen Tyrus. Erstmals beschoss die israelische Luftwaffe die Innenstadt von Beirut. Im Hafen von Beirut starben dabei nach libanesischen Angaben zwei Menschen.[31][32][33]
- Die Hisbollah feuerte am Morgen mehrere Raketen auf den Norden Israels ab und griff die 56 km südlich der Grenze im Norden Israels liegende Stadt Atlit mit Katjuscha-Raketen an. Es wurden keine Opfer gemeldet.[34] Eine Rakete traf Afula (ca. 50 km von der libanesischen Grenze entfernt). So weit ins israelische Hinterland war bis dahin keine Rakete der Hisbollah geflogen.[35]
- Der israelische Armeesender meldete, Israel plane die Einrichtung einer Art Sicherheitszone im Libanon an der Grenze zu Israel. Es solle verhindert werden, dass sich Hisbollah-Kämpfer näher als einen Kilometer der israelischen Grenze näherten. Die Armee sei mit Planierraupen in den Süden Libanons vorgedrungen mit dem Ziel, verlassene Hisbollah-Stellungen zu zerstören und eine Sicherheitszone zu errichten.[36]
- UN-Generalsekretär Kofi Annan und der britische Premierminister Tony Blair riefen dazu auf, internationale Truppen in die Region zu entsenden, um die Angriffe aus dem Libanon auf Israel zu beenden.[37]
- Viele europäische Staaten sowie Marokko und die USA begannen mit der Aussiedlung ihrer Staatsbürger. Ungefähr 2.000 Bundesbürger wurden ausgeflogen.[38][39] Großbritannien begann mit der Operation Highbrow. Der italienische Zerstörer Durand-de-la-Penne brachte 345 Flüchtlinge verschiedener Nationalität von Beirut nach Larnaka.

### 18. Juli 2006
- Israel setzte die Luftangriffe fort. Dabei starben in einer Kaserne bei Beirut mindestens elf Soldaten, wie die libanesische Armee erklärte.[40]
- Die Weltgesundheitsorganisation (WHO) gibt bekannt, dass im Libanon mehr als 400.000 Menschen auf der Flucht vor israelischen Luftangriffen sind. Das Amt der Vereinten Nationen für die Koordinierung humanitärer Angelegenheiten (OCHA) schätzt die Zahl der Flüchtlinge auf etwa 30.000.[41]

### 19. Juli 2006
- Irans Botschafter im Libanon Mohammad-Reza Sheybani trifft sich mit dem libanesischen Präsident Émile Lahoud. Thema des Treffens war die Frage, inwieweit der Iran dem Libanon bei den Angriffen durch Israel helfen kann.[42] Der Iran spricht von einem Krieg gegen Israel zur Befreiung des palästinensischen Volkes.[43]
- Beim Eindringen von Bodentruppen in den Libanon kam es zu direkten Gefechten mit der Hisbollah. Dabei sollen zwei israelische Soldaten ums Leben gekommen sein. Ein Augenzeuge berichtete, dass ein weiterer Soldat verschleppt worden sei.[44]
- Israel beschoss weiterhin Ziele im Süden, Osten und Norden des Libanons sowie die Innenstadt von Beirut. Die meisten der nach Behördenangaben mindestens 72 Todesopfer wurden unter den Trümmern ihrer Häuser begraben.[45]

### 20. Juli 2006

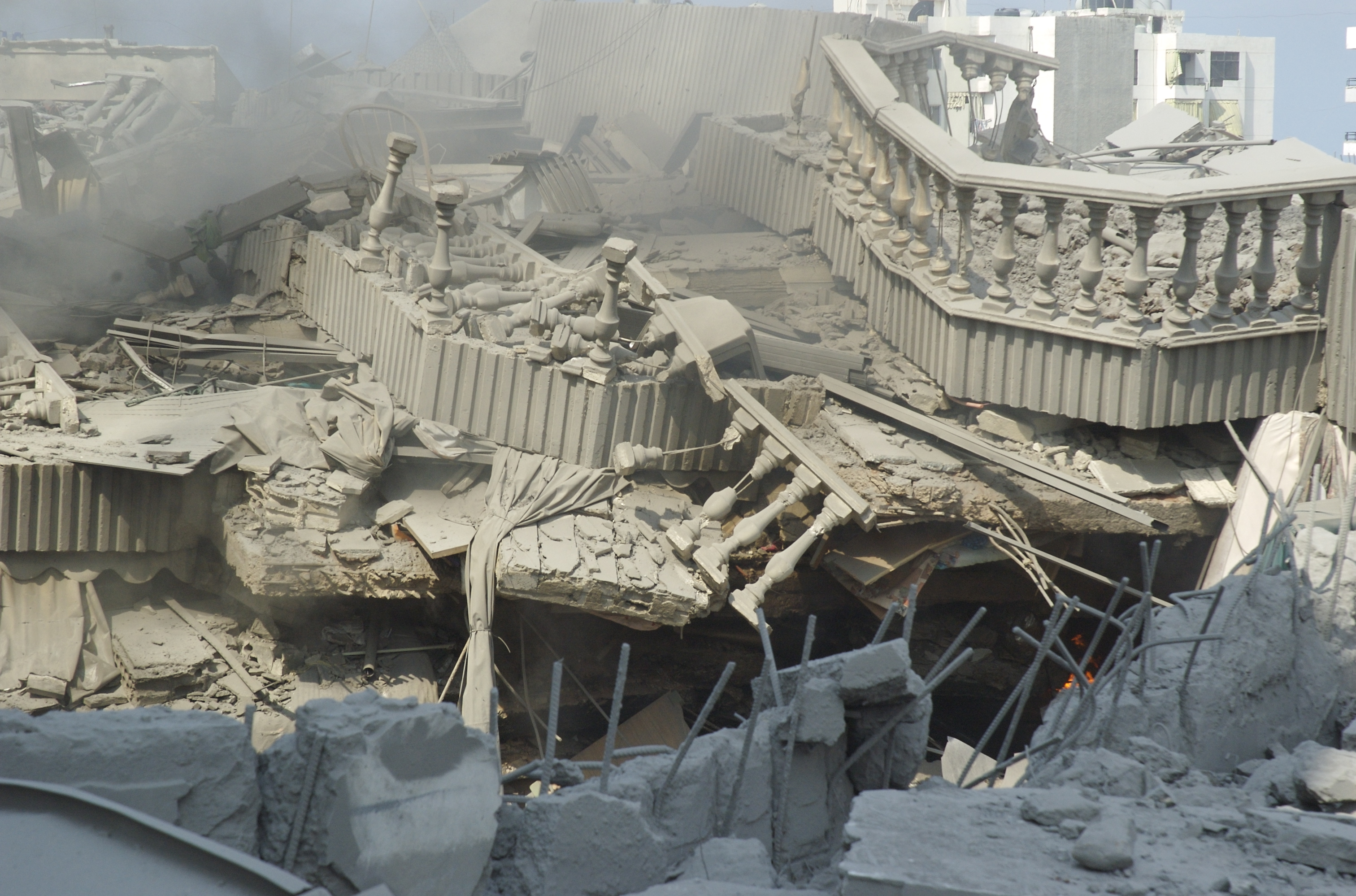
Balustrade eines am 20. Juli 2006 zerstörten Hauses in Beirut.

- Die israelische Luftwaffe warf nach eigenen Angaben in der Nacht 23 Tonnen Bomben auf einen Bunker, um den Anführer der Hisbollah, Scheich Hassan Nasrallah, zu töten, der laut Geheimdienstberichten in dem Bunker war. Die Hisbollah dementierte dies und behauptete, eine im Bau befindliche Moschee sei bombardiert worden.[46]
- Der Sprecher des israelischen Außenministeriums, Jigal Palmor, forderte Deutschland und die Europäische Union auf, bei der Freilassung der entführten israelischen Soldaten zu helfen.[47]
- Bei Gefechten zwischen der israelischen Armee und der libanesischen Hisbollah im Süden des Libanon bei Moschav Avivim starben vier israelische Soldaten, fünf weitere werden verwundet.
- Gegen Mitternacht stießen nahe der libanesischen Grenze zwei Apache-Hubschrauber der israelischen Luftwaffe zusammen. Bei dem Unfall

starb ein Pilot, drei weitere wurden verletzt. Der Zusammenstoß trug sich in der Umgebung der israelischen Stadt Kirijat Schmonah zu.
- In der Nacht vom 20. auf den 21. Juli trafen in der südtürkischen Hafenstadt Mersin mehrere Schiffe mit ausländischen Bürgern ein (darunter mexikanische, spanische und rund 900 kanadische Staatsbürger), die aus dem Libanon über den Beiruter Hafen evakuiert wurden. Viele reisten gleich weiter nach Istanbul oder nach Adana, wo sich der nächstliegende Flughafen befindet.[48]

### 21. Juli 2006

Wappen Israels

- Israel forderte die libanesische Bevölkerung südlich des Litani auf, das

Gebiet zu verlassen, da eine Bodenoffensive geplant sei. In dem Bereich leben etwa 250.000 Menschen. Der libanesische Verteidigungsminister Elias Murr kündigte an, dass die libanesische Armee ihrem Verteidigungsauftrag nachkommen und den Libanon gegen eine Bodenoffensive Israels verteidigen werde. Bis zu diesem Zeitpunkt verteidigte sich die Armee des Libanon nur, wenn sie selbst angegriffen wurde.
- Eine internationale Juristengruppe warf Israel und der Hisbollah vor, bei ihren jüngsten Kämpfen Kriegsverbrechen begangen zu haben. Israels „unverhältnismäßige und wahllose“ Gewaltanwendung durch Luftangriffe auf zivile Ziele im Libanon komme einer Kollektivstrafe gleich, erklärte die Internationale Juristenkommission. Eine Kollektivstrafe ist laut Völkerrecht ein Kriegsverbrechen. Der Raketenbeschuss nordisraelischer Städte durch die Hisbollah könne als Verletzung des humanitären Völkerrechts betrachtet werden, weil die Genfer Konventionen zum Schutz der Zivilbevölkerung in Konflikten auch für bewaffnete Gruppen Geltung hätten.[51]
- Israel beschuldigte Syrien vor dem Weltsicherheitsrat, dass es die Entführung israelischer Soldaten durch Hisbollah-Milizen angezettelt habe, um vom iranischen Atomprogramm abzulenken. Der israelische UNO-Botschafter Dan Gillerman sagte in New York, es gebe einen schriftlichen Beweis dafür.[52]

### 22. Juli 2006

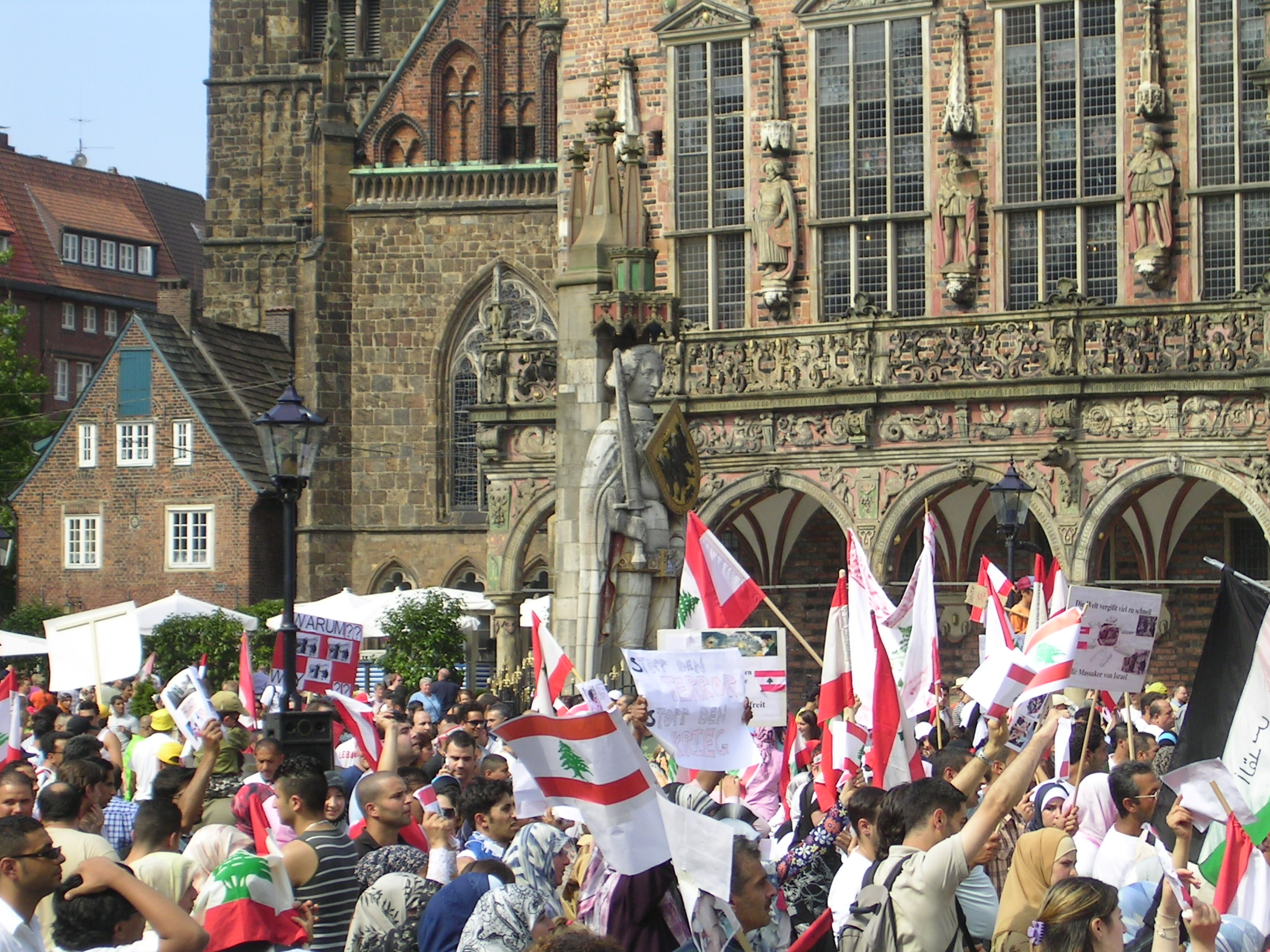
Demonstration gegen den Libanonkrieg am 22. Juli in Bremen.

- 250 Bürger der Gemeinschaft Unabhängiger Staaten wurden aus dem Libanon ausgeflogen.[53]
- die israelische Luftwaffe zerstörte mehrere Fernseh- und Mobilfunk-Sendeanlagen in Fatka und Terbol, wovon vor allem die LBC und der Hisbollah-nahe Fernsehsender Al-Manar betroffen waren.
- Am Nachmittag rückte die israelische Armee nach israelischen Angaben mit schwerem Gerät und rund 2.000 Soldaten in den Südlibanon vor, nachdem bereits in den Tagen zuvor kleinere Truppenteile wiederholt auf libanesischem Gebiet Stellungen der Hisbollah angegriffen hatten. Benni Gantz, der Kommandeur der Bodentruppen, meldete die Einnahme der Stadt Marun al-Ras, was von libanesischer Seite bestritten wurde. Dort hieß es, die israelischen Truppen seien nur einige hundert Meter in den Libanon vorgerückt.[54] Marun al-Ras liegt etwa 1,4 Kilometer von der Grenze zu Israel entfernt. Die Hisbollah erklärte, bei den Kämpfen um den Ort seien etwa 20 israelische Soldaten getötet oder verwundet worden.[55]
- Die Hisbollah feuerte über 100 Raketen auf Israel ab. Dabei wurden in mehreren Ortschaften mindestens vier Menschen verletzt.
- Laut einem Bericht der New York Times hat Israel die Vereinigten Staaten um die Lieferung von Präzisionsbomben ersucht. Das Land forderte die Waffen nach dem Beginn seiner Luftangriffe auf Ziele der schiitischen Hisbollah-Miliz im Libanon an, berichtete die Zeitung am 22. Juli 2006.[56]
- US-Außenministerin Condoleezza Rice bezeichnete die Kämpfe im Libanon als „Geburtswehen eines neuen Nahen Ostens“.[57]

### 23. Juli 2006

Wappen Syriens

- Der syrische Informationsminister Mohsen Bilal äußerte sich in einem Interview mit der spanischen Zeitschrift ABC zu der eventuell anstehenden israelischen Offensive im Südlibanon und kündigte an, dass Syrien dann aktiv in den Konflikt eingreifen wolle.[58] Es könne zu einer Intervention Syriens kommen. „Wenn die israelischen Truppen uns [Syrien] provozieren, wird Damaskus handeln, um die nationale Sicherheit des syrischen Territoriums zu garantieren.“[59]
- Gegenüber dem deutschen Bundesminister des Auswärtigen Frank-Walter Steinmeier äußerte der israelische Verteidigungsminister Amir Peretz, Israel könne eine durch die NATO geführte UN-Schutztruppe mit umfassenden Mandat im Südlibanon akzeptieren. Diese Schutztruppe müsse die Hisbollah in Abstand zu Israel halten können.[60] Der israelische Ministerpräsident Olmert begrüßte ebenfalls den Einsatz einer internationalen Friedenstruppe, die er sich unter der Leitung der Europäischen Union vorstellen könnte.

### 24. Juli 2006
- Israelische Truppen stießen in die Umgebung des südlibanesischen Grenzdorfs Bint Dschubail vor. Sie lieferten sich heftige Gefechte mit Hisbollah-Kämpfern. Ein Miliz-Sprecher in Beirut bestätigte „schwere Kämpfe mit Schnellfeuergewehren und panzerbrechenden Waffen“.[61] Die israelische Armee vermute mehrere hundert Hisbollah-Kämpfer in der Stadt. Die Hisbollah bestätigte auch die israelische Eroberung des Grenzortes Marun al-Ras.[62]
- Beim Absturz eines IAF-Hubschraubers in Israel nahe der Grenze zum Libanon starben zwei Soldaten. Die Hizbollah behauptete, den Hubschrauber abgeschossen zu haben.[63]
- Der libanesische Präsident Émile Lahoud beschuldigte das israelische Militär, bei seiner Offensive im Libanon auch Phosphorbomben zu benutzen. Die israelische Armee wies die Anschuldigungen zurück. Mit den in Libanon eingesetzten Waffen verletze das Militär keinerlei internationale Normen.[64]
- Bundesverteidigungsminister Jung sagte, er könne sich eine deutsche Beteiligung an einer internationalen Friedenstruppe vorstellen.[65]

### 25. Juli 2006
- Die israelische Armee setzte ihren als begrenzte Operation bezeichneten Vormarsch auf Bint Dschubail (Bint Jbeil) fort und nahm die Grenzstadt nach eigenen Aussagen ein. Dabei starben acht ihrer Soldaten.[66] Bint Dschubail galt als Hochburg der Hisbollah.[67]
- An der israelischen Nordgrenze seien zusätzliche Truppen konzentriert worden. Israel flog mindestens 47 Luftangriffe auf den Südlibanon.
- Die Hisbollah feuerte erneut ca. 102 Raketen auf den Norden Israels ab, wodurch 18 Menschen verwundet wurden.[68]
- Bei zwei Streubomben-Angriffen mit der chinesischen Rakete Typ 81 seitens Hisbollah auf das galiläische Dorf Mghar wurden am frühen Nachmittag des 25. Juli drei Personen, darunter ein 8-jähriges Kind, verletzt. Human Rights Watch dokumentierte diesen Angriff, konnte ihn wegen israelischer Sicherheitsbedenken aber erst am 19. Oktober 2006 bekanntgeben.[69]
- Offizielle libanesische Stellen gaben an, seit Beginn der Kämpfe seien auf libanesischer Seite mindestens 398 Menschen getötet und über 1.400 verwundet worden. Auf israelischer Seite seien nach offiziellen Angaben 50 Menschen (darunter 19 Zivilisten) getötet und über 300 verwundet worden (ohne die Opfer in Bint Jbeil).[68]
- Am Abend des 25. Juli traf eine israelische präzisionsgelenkte Rakete einen Beobachtungsposten der UNTSO bei Khiam[70] und tötete vier Soldaten der UN-Schutztruppe[71] aus China, Finnland, Kanada und Österreich. UN-Generalsekretär Annan sprach von einem „offenbar absichtlichen Angriff israelischer Streitkräfte“. Israel wies den Vorwurf zurück. Der israelische Ministerpräsident Olmert entschuldigte sich förmlich für den „Fehler“ der Armee. Das israelische Außenministerium erklärte: „Israel zielt nicht auf Mitarbeiter der UNO.“[72] Nach Angaben eines UNIFIL-Sprechers hatte es im Laufe des Tages schon 14 Beinahe-Treffer gegeben und selbst während der Rettungsarbeiten soll der Beschuss angedauert haben.[73] Außerdem habe der UNIFIL-Befehlshaber vorher sechsmal israelische Offiziere kontaktiert und diese aufgefordert, die Position nicht zu bombardieren.[70][74] Dem Sender n-tv zufolge wollen auch israelische Militärexperten hierbei „nicht an Zufall glauben“ und Libanesen vermuten, dass „Israel wohl keine Zeugen vor ihrem geplanten Angriff auf die Stellungen der Hisbollah in El Khiam haben wollte“.[75]
- „Das war Absicht“, warf UNO-Generalsekretär Kofi Annan Israel vor. Der israelische UN-Botschafter Dan Gillerman wies den Vorwurf zurück und mahnte, die Untersuchungsergebnisse zu dem Vorfall nicht vorwegzunehmen.[76]
- Agenturberichten zufolge rechnete Israel mit 10.000 bis 20.000 ausländischen Soldaten, die das Gebiet sichern sollen.[77]
- Der libanesische Ministerpräsident Fuad Siniora forderte auf der Libanon-Konferenz in Rom Entschädigungen für die „barbarischen Zerstörungen“ in seinem

Land. Israel könne nicht „weiterhin internationales Recht ignorieren“.
- Erste UN-Hilfslieferungen, bestehend aus Nahrungsmitteln, erreichten mit einem LKW-Konvoi über die zerstörten Straßenverbindungen den Südlibanon, wo ca. 165.000 Menschen abgeschnitten oder auf der Flucht waren. 150 Millionen $ wurden dem Welternährungsprogramm der Vereinten Nationen zur Verfügung gestellt.[79] Das Deutsche Rote Kreuz kündigte Hilfslieferungen an, darunter 20 Tonnen Babynahrung.[80]

### 26. Juli 2006

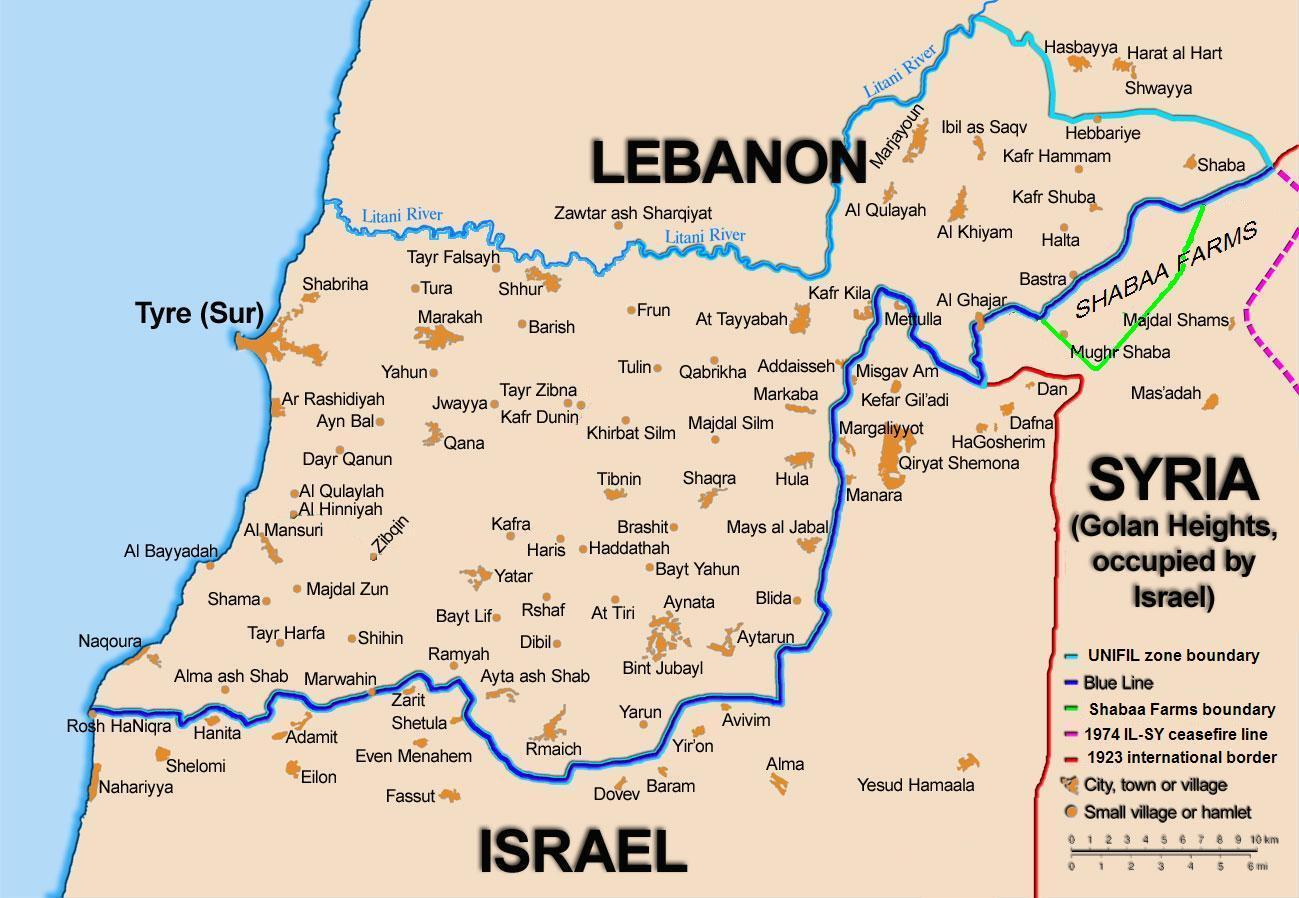
Karte mit der Blauen Linie, die den 1949 eingerichteten Grenzverlauf, zwischen Israel und dem Libanon zeigt. Auch werden hier die Ortschaften im Süden des Libanon, wie im direkten Grenzgebiet zu Israel gezeigt.

- Bei Kämpfen um die Stadt Bint Dschubail, die von der Hisbollah verteidigt wird, kommen acht israelische Soldaten ums Leben.[81]
- Hisbollah-Chef Nasrallah kündigte an, die Raketenangriffe bis nach Südisrael auszudehnen.
- In der israelischen Tageszeitung Maariw wurde berichtet, Generalstabschef Dan Chalutz habe der israelischen Luftwaffe befohlen, für jeden Raketeneinschlag zehn mehrstöckige Gebäude in Beirut zu zerstören.[81]
- Am 26. Juli soll eine zweite Gruppe von 60 freiwilligen Kämpfern von der iranischen Hauptstadt Teheran aus inoffiziell auf ihre Reise in den Libanon verabschiedet worden sein. Sie würden planen, sich mit den 200 iranischen Kämpfern zu vereinigen, die bereits seit zwei Tagen auf dem Weg sind und unbewaffnet türkisches Staatsgebiet überqueren wollen. Iranische Regierungsstellen gaben bekannt, offiziell keine Kämpfer schicken zu wollen, jedoch Freiwilligen keine Steine in den Weg zu legen. Der Vorsitzende der regierungsunabhängigen iranischen Studentenräte, Amir Jalilinejad, kündigte weitere Wellen Freiwilliger an, die rekrutiert werden sollen. „Wir sind die erste Welle iranischer Kämpfer. Weitere werden von hier und anderen muslimischen Nationen rund um die Welt folgen. Die Hisbollah braucht unsere Hilfe.“ An den Gruppen seien auch alte Männer über 70 Jahre beteiligt, die über Kriegserfahrung verfügen und die Studenten anleiten sollen, die nur militärische Basiserfahrungen besitzen.[82]
- In Rom findet eine internationale Libanon-Konferenz statt. Zu den Teilnehmern zählen neben US-Außenministerin Condoleezza Rice Vertreter aus dem Libanon, Frankreich, Großbritannien, Russland, Ägypten, Saudi-Arabien, Jordanien, der UNO und der EU.[83] In der gemeinsamen Erklärung hieß es: „Die Teilnehmer der Rom-Konferenz sind entschlossen, sich sofort mit der größtmöglichen Dringlichkeit für einen Waffenstillstand einzusetzen, der der aktuellen Gewalt und Feindseligkeit ein Ende bereitet.“[84]
- Als Konsequenz aus dem Tod der vier UN-Beobachter kündigt die UNO am 28. Juli 2006 an, ihre Truppen aus dem Libanon abziehen zu wollen.[85] Tatsächlich beabsichtigt UNIFIL lediglich, die unbewaffneten Beobachter aus den Posten bei Marwahin und Markaba vorübergehend in sicherere Positionen zu verlegen. Zudem hat Kofi Annan empfohlen, das am 31. Juli 2006 ablaufende UNIFIL-Mandat aufgrund der veränderten Lage nur für einen Monat zu verlängern.[86]
- Das israelische Außenministerium kündigte eine vollständige Untersuchung des Zwischenfalls in Kooperation mit der UNO an.[87]
- Die USA verhindern mit ihrem Veto eine Verurteilung Israels im UN-Sicherheitsrat. Strittig war der Punkt, ob Israel mit Absicht den Stützpunkt der UN beschossen hat.[88]

### 27. Juli 2006
- Frankreich gab bekannt, dem UN-Sicherheitsrat den Entwurf für eine Libanon-Resolution vorlegen zu wollen. Demnach soll eine internationale Truppe unter dem Mandat der Vereinten Nationen die Hisbollah entwaffnen und für die Einhaltung einer Waffenruhe sorgen.[89]
- Durch UN-Beobachter wurde bekannt, dass die Hisbollah offenbar UN-Beobachterposten absichtlich als Schutzschild missbraucht. Einer der getöteten Beobachter meldete einige Tage vor dem Angriff seinem Kommandeur per E-Mail, dass die Hisbollah-Miliz ihre Aktivitäten um den UN-Posten herum ausführen würde.[90]
- Der Historiker Michael Wolffsohn kritisierte UN-Generalsekretär Annan: „Annan ist aus seiner Zeit als Verantwortlicher für die UNO-Friedenstruppe ein tragischer Flop. Er hat aus Inkompetenz tausende Menschenleben in Ruanda und Srebrenica auf dem Gewissen.“ In seiner heutigen Funktion sei Annan „ein Vertreter eines organisierten internationalen Mainstreams gegen Israel“. Weiterhin behauptete Wolffsohn, die Hisbollah stationiere ihre Stellungen oft in Wohngebieten, in Krankenhäusern und eben auch in UNO-Beobachtungsposten.[91][92]

### 28. Juli 2006
- Chirac und Blair verlangt eine „schnellstmögliche“ UN-Resolution mit dem Ziel einer sofortigen Waffenruhe in Nahost. Das teilte der Elysée-Palast mit.
- Nach libanesischen Angaben wurden bei Nabatijeh drei Wohnhäuser bombardiert. Dabei seien drei Menschen getötet und neun verwundet worden, darunter vier Kinder.[93]
- Das US-Außenministerium gibt bekannt, dass es die libanesische Armee mit 10 Millionen US-Dollar unterstützen will. Das Geld solle benutzt werden, um die Armee zu modernisieren, so dass sie auch eine Präsenz im Süden aufbauen und gegen die Hisbollah-Kämpfer vorgehen könne. Die Ausgaben müssten vom US-Kongress noch genehmigt werden.[94]

### 29. Juli 2006
- Die Hisbollah hat Israel erstmals mit der bis zu 75 km weit reichenden Fadschr-5 Rakete angegriffen. Ziel der Angriffe war die Stadt Afula südlich von Haifa. Israel fürchtet nun Angriffe auf Tel Aviv. Erneut wurde ein UN-Beobachtungsposten von israelischen Flugzeugen angegriffen und dabei zwei indische UN-Soldaten verwundet.[95]
- Israel zieht sich teilweise aus der libanesischen Stadt Bint Dschubail zurück.[96]
- US-Außenministerin Condoleezza Rice traf im Nahen Osten ein, um sich mit dem Libanesischen Premierminister Fuad Siniora zu treffen. Sie teilte mit, dass ein Waffenstillstand sehnsüchtig herbeigesehnt wird, doch es wichtig sei, „dass dieser zu Konditionen erfolgt, die ihn zu einem tragfähigen machen“. Sie sagte am Abend nach einem Gespräch mit Israels Ministerpräsident Ehud Olmert, dass die Bedingungen für einen Waffenstillstand möglicherweise schon am Dienstag, dem 1. August in einem UNO-Resolutionsentwurf präsentiert werden könnten.[97]
- Israel teilte mit, dass man eine temporäre Friedenstruppe befürworten würde, welche sicherstellt, dass die Hisbollah von den Grenzen Israels verdrängt wird, und welche die Überwachung von Libanons Grenze zu Syrien übernimmt. Saudi-Arabien, ein wichtiger Verbündeter der Vereinigten Staaten im Nahen Osten, drängte Präsident George W. Bush, Pläne für einen Waffenstillstand und einen Gefangenenaustausch auszuarbeiten.[98]

### 30. Juli 2006

Wappen des Libanon

- Bei einem israelischen Luftangriff mit einer so genannten Präzisionsbombe auf das südlibanesische Dorf Kana sind nach Angaben des libanesischen Roten Kreuzes mindestens 28 Menschen getötet worden.[99] Anfängliche Medienmeldungen zu höheren Opferzahlen beim Luftangriff auf Kana erwiesen sich als falsch, und selbst Human Rights Watch unterlag dieser Fehlmeldung. In einer ersten Reaktion erklärte der israelische UN-Botschafter Dan Gillerman, die 56 Toten von Kana „mögen durch israelisches Feuer ums Leben gekommen sein, aber sie sind die Opfer der Hisbollah.“[100]
- Der libanesische Ministerpräsident Fuad Siniora hat als Reaktion auf den Angriff sein geplantes Treffen mit Condoleezza Rice abgesagt. Er hat der radikal-islamischen Hisbollah-Miliz für ihre „Opfer“ im Krieg gegen Israel gedankt. „Wir sind in einer starken Position“, sagte der Politiker.[101]
- Bei einem weiteren Luftangriff auf ein Haus im südlibanesischen Grenzdorf Yaroun wurden 5 Zivilisten, darunter 2 Kinder, getötet.[102]
- Der bewaffnete Arm der Palästinenserorganisation Islamischer Dschihad hat angesichts der jüngsten israelischen Angriffe für die kommenden Tage Selbstmordanschläge in Israel angekündigt. „Nach den anhaltenden Angriffen und den großen Massakern, die der zionistische Feind im Gaza-Streifen, im Westjordanland und im Südlibanon –  heute morgen in Kana – verübt hat“, hätten die Al-Kuds-Brigaden Anweisung für Selbstmordanschläge gegeben. Dies teilte ein Sprecher der Organisation der Agentur AFP mit.[103]
- Die Angriffe Israels auf Libanons Öltanks haben eine Umweltkatastrophe an 100 Kilometern Küste ausgelöst. Zehntausende Tonnen Öl sind ins Mittelmeer geflossen. Das Ausmaß der Schäden sei noch nicht abzuschätzen, weil die Umweltschützer wegen der Angriffe nicht vor Ort arbeiten könnten.[104]
- Ein UNO-Stützpunkt in Gaza wurde von Palästinensern aus Protest gegen den Luftangriff auf Kana gestürmt. Ein Sprecher der Vereinten Nationen berichtete über die Plünderung der Gebäude und sprach von einer «sehr angespannten Lage». Das Personal habe aber entkommen können. Bei dem Vorfall wurden nach Augenzeugenberichten mindestens zwei Menschen verletzt. Die Leute sollen Anhänger des Islamischen Dschihad sein. Sie warfen Steine und feuerten mit Schusswaffen in die Luft.[105]

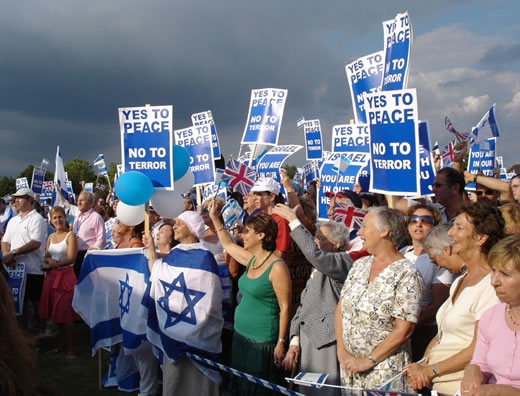
Proisraelische Demonstration am 30. Juli 2006 in London, Großbritannien.

- UN-Generalsekretär Kofi Annan hat den israelischen Luftangriff auf das südlibanesische Dorf Kana am Sonntag vor dem UN-Sicherheitsrat scharf kritisiert und mit Nachdruck eine sofortige Waffenruhe verlangt. Der amerikanische UN-Botschafter John Bolton äußerte vor Journalisten die Erwartung, dass der Rat dem Libanon und speziell den Hinterbliebenen sein „tiefes Bedauern“ aussprechen werde. Einer Forderung nach Waffenruhe würden sich die USA nicht anschließen, sagte Bolton. Der Libanon hatte den UN-Sicherheitsrat am Sonntag einberufen.[106]
- Am Abend sagte Israel eine 48-stündige Einstellung der Luftangriffe zur Aussiedlung der verbliebenen Bevölkerung im Südlibanon zu, die die UNO in 24 Stunden durchführen soll. In zusätzlichen 24 Stunden will Israel die Vorfälle von Kana aufklären.[107][108] Regierungschef Ehud Olmert hatte zuvor eine sofortige Waffenruhe abgelehnt. Sein Land brauche noch mindestens zehn Tage, um die Offensive zu beenden.[109] Kofi Annan forderte anlässlich einer einberufenen Dringlichkeitssitzung des Sicherheitsrat der Vereinten Nationen eine „sofortige Einstellung der Kampfhandlungen“, der Sicherheitsrat dagegen warnte lediglich vor „ernsten Konsequenzen für die humanitäre Situation, sollten die Kampfhandlungen andauern“.[108]

### 31. Juli 2006
- Das israelische Militär teilte mit, die von der Regierung zugesagte Feuerpause habe um 01:00 Uhr MESZ begonnen. Die Hisbollah stoppt -als Reaktion auf die Einstellung der Luftangriffe- den Abschuss von Raketen auf Nordisrael ebenfalls für 48 Stunden.[110][111]
- Die israelische Luftwaffe hat nach Armeeangaben einen Luftangriff im Südlibanon geflogen, um, wie es hieß, Bodentruppen zu schützen, die nahe der südlibanesischen Städte Taibeh und Kila operierten. Zuvor sei ein israelischer Panzer dort von einer Rakete der Hisbollah getroffen worden, erklärte die Armee. Die von Israel ausgerufene Feuerpause bezog sich nicht auf die Operationen der Bodentruppen.[112][113][114] Mit gepanzerten Bulldozern zerstörten die israelischen Streitkräfte Bunker, Hindernisse und Infanteriestellungen, die die Hisbollah seit 2000 in diesem Gebiet errichtet hatte.[115] Tausende von Zivilisten nutzten die relative Ruhe, um den Kämpfen im Südlibanon zu entfliehen.[116]
- Irans Außenminister Manuchehr Mottaki kam am Abend in der libanesischen Hauptstadt Beirut zu einem Gespräch über den Krieg mit seinem französischen Amtskollegen Philippe Douste-Blazy zusammen. Frankreich hatte dem Iran eine wichtige Rolle im Bemühen um einen Frieden im Libanon und für die Stabilität des gesamten Nahen Ostens zugesprochen. Kontakte zu der Führung in Teheran seien daher wichtig, sagte der französische Außenminister, der sich damit gegen die Politik der USA stellte.[117]
- Verteidigungsminister Amir Peretz kündigte an, den Militäreinsatz gegen die Hisbollah noch verschärfen zu wollen.[115] Der israelische Ministerpräsident Olmert hat einen baldigen Waffenstillstand ausgeschlossen. „Wir sind entschlossen, diesen Kampf zu gewinnen. Wir werden nicht unser Ziel auf ein freies Leben ohne Terror aufgeben“, erklärte er. Ein Waffenstillstand sei aber unmittelbar nach der Stationierung von Friedenstruppen möglich.[116]
- Die Uno hat ihr Treffen zur Vorbereitung einer möglichen internationalen Friedenstruppe für den Libanon auf unbestimmte Zeit verschoben. Ein UN-Vertreter sagte, die für heute geplante Sitzung sei aufgeschoben, bis es „mehr politische Klarheit“ über den zu beschreitenden Weg gebe. Unterdessen verlängerte der UN-Sicherheitsrat das Mandat für die UNIFIL-Mission um einen Monat (Resolution 1697). Die seit 1978 bestehende Mission soll möglicherweise von einer internationalen Friedenstruppe der Vereinten Nationen abgelöst werden.[118]
- Die israelische Polizei hat einen Militärbericht zurückgewiesen, dem zufolge erneut Raketen der libanesischen Hisbollah-Miliz in Nordisrael eingeschlagen seien. Es seien keine neuen Raketen auf Nordisrael abgefeuert worden. Das israelische Militär hatte zuvor mitgeteilt, die Stadt Kirjat Schmona an der Grenze zum Libanon sei von Raketen getroffen worden.[119]

## August

### 1. August 2006

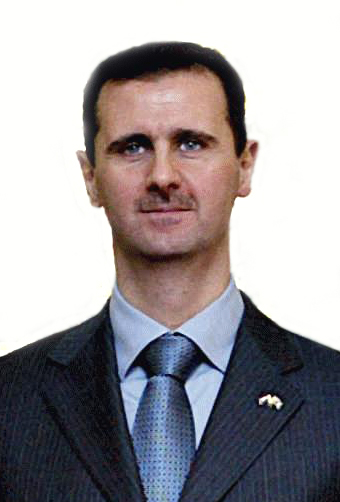
Baschar al-Assad (Ricardo Stuckert/ABr, 2003)

- Der syrische Staatschef Baschar al-Assad hat das Militär seines Landes in erhöhte Einsatzbereitschaft versetzt. Er begründete das mit der „internationalen Lage und den Herausforderungen in der Region“. Deshalb sei Wachsamkeit erforderlich, so Assad.[120]
- In der Nacht hat das israelische Kabinett grünes Licht für eine Ausweitung der Bodenoffensive gegen die schiitische Hisbollah-Miliz im Südlibanon gegeben. Bei heftigen Gefechten im Grenzgebiet gab es wieder Tote und Verletzte. Das Kabinett sei damit einer Empfehlung des Militärs gefolgt, sagte ein Regierungsvertreter. Geplant ist, laut Militärrundfunk, dass israelische Soldaten bis zum Litani vordringen. Der Fluss liegt rund 30 Kilometer nördlich der israelisch-libanesischen Grenze. Auch die Luftangriffe gingen trotz der 48-stündigen Feuerpause weiter. Die Armee hat betont, im Falle „direkter Bedrohung“ werde weiter bombardiert. Die Angriffe aus der Luft sollen laut Justizminister Ramon ab dem 2. August 2006 wieder voll aufgenommen werden. Ministerpräsident Olmert sagte, ein Waffenstillstand sei in absehbarer Zeit möglich. Eine sofortige Waffenruhe könne es aber nicht geben, weil die Offensive noch nicht beendet sei.[121][122] Es hieß, es sollten noch weitere Reservisten einberufen werden. Dabei ist die Rede von drei Divisionen, was mindestens 15.000 Soldaten bedeuten würde.[123]
- Die Israelische Artillerie verwickelte sich in heftige Feuergefechte mit Armeeeinheiten der Hisbollah in der Stadt Ayta al-Sha'b. Darüber hinaus kam auch eine 500-Pfund-Bombe zum Einsatz. Premierminister Ehud Olmert teilte mit, dass die Hisbollah, Tag für Tag, mehr und mehr durch die israelischen Einheiten geschwächt werde und dass es erst einen Waffenstillstand gäbe, wenn Israel sichergehen kann, dass ein erneuter Krieg in der Zukunft ausgeschlossen ist.[121][122]
- Der israelische Justizminister Chaim Ramon hat am Abend des 1. August eine Wiederaufnahme der Luftangriffe im Libanon nach Ablauf der 48-stündigen Frist im „vollen Umfang“ angekündigt. Ramon sagte im israelischen Fernsehen, die Luftwaffe werde von der Nacht zum 2. August an wieder uneingeschränkt Ziele der radikalen Hizbollah-Miliz bombardieren.[124]
- In der Nacht zum 2. August 2006 operierten die israelischen Streitkräfte in der Region um Baalbek im nordöstlichen Libanon – etwa 80 Kilometer von der libanesischen Hauptstadt Beirut entfernt – nahe der syrischen Grenze.[122]

### 2. August 2006
- Während der Operation Sharp and Smooth landeten Spezialkräfte in der Nacht in der Umgebung der Stadt Baalbek im Nordosten des Libanons und entführten fünf Patienten eines Krankenhauses. In libanesischen Medienberichten hieß es, die mit Hubschraubern in der Nähe des Krankenhauses abgesetzte israelische Einheit habe nach den von der radikal-islamischen Hisbollah entführten Soldaten gesucht, die dort vermutet worden seien.[125] Baalbek liegt über 100 km von der israelischen Grenze entfernt. Laut Angaben der Hisbollah handelt es sich bei den Entführten um Zivilisten. Andere libanesische Quellen vermuten, dass die Operation die Entführung eines hochrangigen Hisbollahmitglieds, Mohammed Yazbek, anstrebte, die misslang. Bei begleitenden Luftangriffen wurden, libanesischen Angaben zufolge, 19 Zivilisten getötet.[126]
- Die israelische Polizei meldete 14 grenzüberschreitende Angriffe, zwei mit Katjuscha-Raketen und zwölf mit Mörsern.[122] Eine Rakete vom Typ Khaibar-1 schlug 70 Kilometer südlich der Grenze bei Bet Sche’an ein und damit südlicher als alle bisher von der Hisbollah abgeschossenen Raketen.[127] Zwei Schiffe mit dringend benötigtem Kraftstoff sind laut Welternährungsprogramm der Vereinten Nationen auf dem Weg in den Libanon. Israel habe zugestimmt, dass die vor Zypern liegenden Tanker die Häfen von Beirut und Tripoli anlaufen können.[128]
- Die Menschenrechtsorganisation Human Rights Watch korrigierte ihre Angaben über den Luftangriff auf Kana. Bei dem Angriff seien nicht 56, sondern 28 Menschen getötet worden, davon 16 Kinder. 13 Menschen werden allerdings noch vermisst.[129]

### 3. August 2006
- Die Organisation der Islamischen Konferenz (OIC) beschäftigt sich bei einem eintägigen Krisentreffen in Malaysia mit der Lage in Nahost. Die Gewalt müsse ein Ende haben, bevor sie auf die gesamte Region übergreife „und die Hoffnung auf einen dauerhaften und gerechten Frieden im Nahen Osten“ zerstöre, sagte der pakistanische Ministerpräsident Shaukat Aziz während des Treffens, an dem Vertreter von 17 der 56 OIC-Staaten teilnehmen.[130]
- Die israelische Luftwaffe hat in der Nacht ihre Angriffe auf die von der radikal-islamischen Hisbollah kontrollierten Vororte der libanesischen Hauptstadt Beirut wieder aufgenommen. Laut Angaben der libanesischen Polizei wurden zwei Vororte im Süden der Stadt angegriffen.[131]
- Israels Ministerpräsident Ehud Olmert sieht sein Land in dem Konflikt fast am Ziel. Er deutete aber im Gespräch mit der italienischen Tageszeitung Corriere della Sera eine Fortsetzung der Kämpfe in der kommenden Woche an. Am Ende der israelischen Offensive werde eine neue Formel für die Machtbalance im Nahen Osten stehen, sagte Olmert der Zeitung.[132][133]
- Israels Premier Olmert plädierte für die Beteiligung deutscher Soldaten an einer Friedenstruppe der Vereinten Nationen im Südlibanon. „Ich habe Kanzlerin Angela Merkel mitgeteilt, dass wir absolut kein Problem haben mit deutschen Soldaten im Südlibanon“, sagte er der Süddeutschen Zeitung. Israel habe zurzeit keinen besseren Freund als Deutschland. Als Grundvoraussetzung für den umstrittenen Einsatz deutscher Soldaten gilt die Anforderung durch Israel. Merkel hatte sich bisher zurückhaltend zu einer deutschen Beteiligung geäußert.[134]
- Vertreter der USA und Großbritanniens signalisieren ihre prinzipielle Zustimmung zu einem von Frankreich ausgearbeiteten 6-Punkte-Plan, der noch am selben Tag den Mitgliedern des UN-Sicherheitsrats präsentiert und bis zum Wochenende zur Abstimmung gebracht werden soll.[135][136]
- Die libanesische Fußballnationalmannschaft wird nicht in der Qualifikation zur Fußball-Asienmeisterschaft 2007 mitwirken. Der asiatische Fußball-Verband ist der Bitte des libanesischen Verbandes, aufgrund der „tragischen Umstände“ auf die Teilnahme in der Qualifikationsgruppe D verzichten zu können, nachgekommen. Wegen des anhaltenden Israel-Libanon-Konflikt erwartet die Verantwortlichen auch keine Geldstrafe. Der libanesische Verband LFA hatte zuvor erklärt, dass es aufgrund der Zerstörungen extrem schwierig sei, die Nationalspieler zu erreichen und eine Mannschaft aufzustellen. Die Anreise zu den Auswärtsspielen sei aufgrund der Bombardierung des Flughafens in der Hauptstadt Beirut „nahezu unmöglich“.[137]
- Bei Raketenangriffen der Hisbollah-Miliz auf den Norden Israels starben mindestens fünf Menschen. Nach israelischen Angaben schlugen mehrere Raketen in der Stadt Akko ein.[138] Hisbollah-Führer Nasrallah drohte mit Raketen auf Tel Aviv, sollte Israel das Zentrum Beiruts bombardieren. Gleichzeitig bot Nasrallah die Beendigung der Raketenangriffe auf Israel an, wenn Israel von weiteren Luftangriffen absieht. Die Hisbollah wolle lieber „Mann gegen Mann“ kämpfen als unschuldige Zivilisten mit in den Krieg zu ziehen. Der Sprecher des israelischen Außenministeriums, Mark Regew, wies das Angebot zurück. Die Hisbollah wolle sich Zeit verschaffen.[139][140]

### 4. August 2006

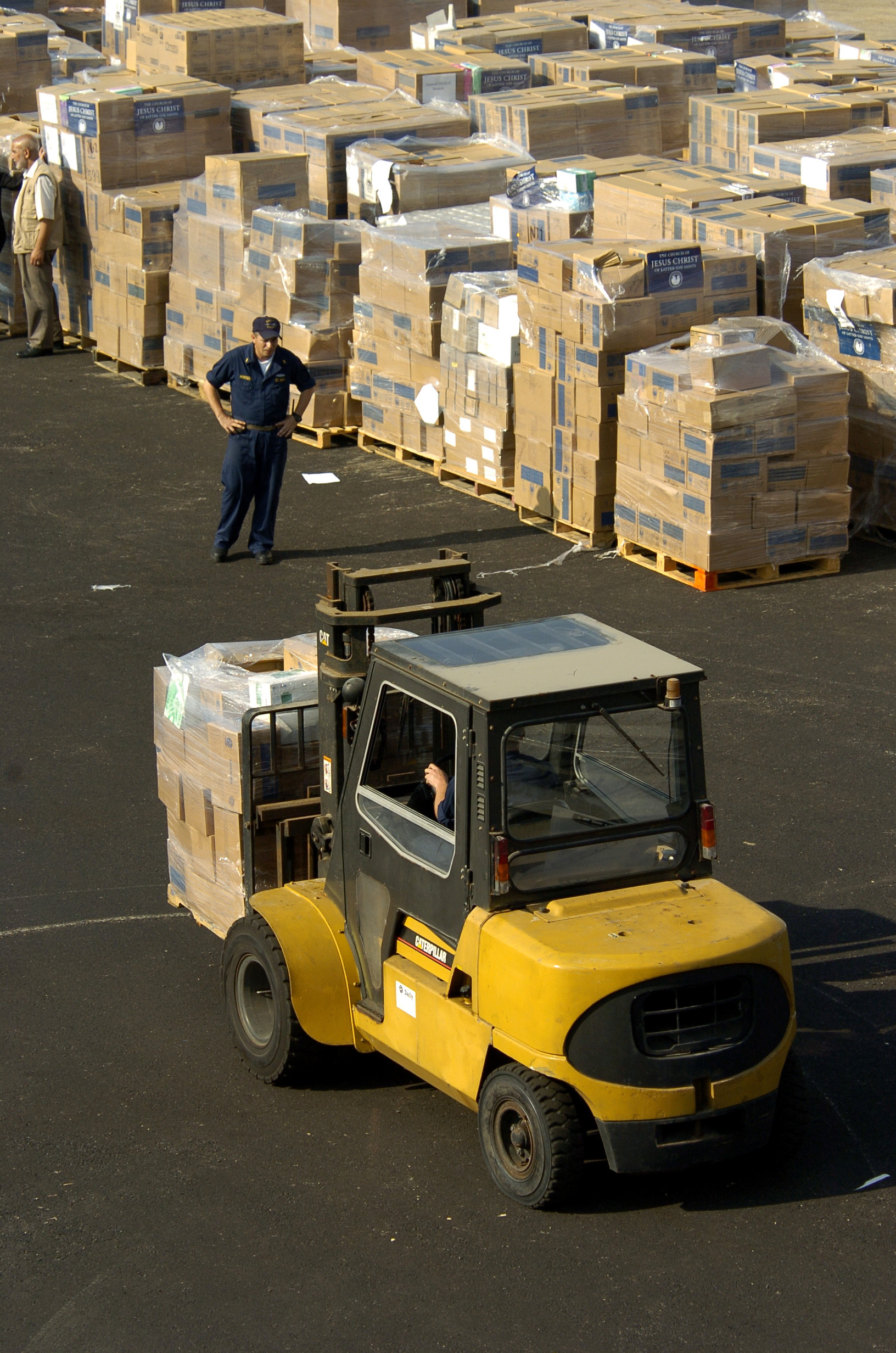
Hilfslieferungen, die am 4. August in Beirut ausgeladen werden.

- Mit der Bombardierung von vier Brücken zerstörte Israels Armee die letzten Straßenverbindungen und Fluchtwege nach Syrien. Das Flüchtlingshilfswerk Hoher Flüchtlingskommissar der Vereinten Nationen sprach von der Unterbrechung einer „humanitären Lebensader“. Mit der Zerstörung der Brücken sei die wichtigste Versorgungsroute in den Libanon gekappt worden. Nach mehr als drei Wochen israelischer Luftangriffe auf den Libanon droht dort ein humanitäres Desaster. Erstmals wurden dabei auch Ziele im überwiegend von Christen bewohnten Norden der Stadt angegriffen. Im Südlibanon töteten Hisbollah-Kämpfer nach Fernsehberichten fünf Soldaten.[141]
- Syrien droht indessen mit einem Truppeneinmarsch, wenn die israelischen Streitkräfte bei ihrem Vormarsch in die Tiefe libanesischen Territoriums das Gebiet von Masnaa im Ostlibanon erreichen sollten. „Wir hoffen, dass wir uns letztendlich nicht in das Abenteuer Israels einmischen müssen, doch wir vertrauen ihnen nicht, wenn sie so nah an unseren Grenzen stehen“, sagte Informationsminister Mohsen Bilal.[142]
- Bei einem Luftangriff auf einen Bauernhof bei Qaa (القاع) im Ostlibanon wurden 33 Landarbeiter – davon sind nach syrischen Angaben 23 Syrer – und bei einem weiteren Angriff in Taibeh sieben Zivilisten getötet.[143]

### 5. August 2006
- In der Nacht flog die israelische Luftwaffe etwa 70 Angriffe auf Ziele im Libanon. Dabei seien unterirdische Anlagen der Hisbollah, Waffenlager und Raketenstellungen der radikal-islamischen Hisbollah zerstört worden, sagte ein Militärsprecher in Tel Aviv. Am Morgen griffen Kampfflugzeuge nach Angaben der libanesischen Polizei erneut Vororte Beiruts an. Darüber hinaus landete ein Spezialkommando von israelischen Fallschirmjägern mit Hubschraubern in Tyros. Sie stürmten ein fünfstöckiges Haus, in dessen zweitem Stock eine Hisbollah-Zelle vermutet wurde. Bei der Stürmung wurden nach israelischen Angaben mindestens drei Hisbollah-Kombattanten getötet und sechs israelische Soldaten verletzt, zwei davon schwer. Zum ersten Mal griff auch die libanesische Armee in die Kämpfe ein und beschoss die israelischen Hubschrauber mit Luftabwehrraketen. Ein libanesischer Soldat und vier Zivilisten wurden nach Angaben der israelischen Polizei getötet.[144][145] Das Kommandounternehmen richtete sich gegen die Hisbollah-Einheit, die für die Raketenattacke auf Chadera am 4. August 2005 verantwortlich war, berichtete Associated Press.[146]
- Die Hisbollah schoss nach Angaben der israelischen Polizei 170 Raketen nach Israel.[146]
- In der Debatte um eine deutsche Beteiligung an einer UN-Libanon-Truppe lehnt die Bundesregierung trotz israelischen Drängens eine Festlegung weiter ab. Außenminister Frank-Walter Steinmeier warnte vor einer zu frühen Entscheidung. „Angesichts der Bedeutung dieser Frage verbietet sich jeder Schnellschuss, und zwar in die eine wie die andere Richtung“, sagte der SPD-Politiker dem Spiegel. Er reagierte auf Israels Ministerpräsident Olmert, der sich für eine deutsche Beteiligung an der geplanten UN-Truppe ausgesprochen hatte. Der Wehrbeauftragte der Bundeswehr, Reinhold Robbe, hält die Zeit für einen Einsatz deutscher Soldaten in Nahost noch nicht für „ansatzweise reif“.[147] Der Staatsminister im Auswärtigen Amt, Gernot Erler (SPD), steht direkten militärischen Aufgaben der Bundeswehr im Nahen Osten äußerst skeptisch gegenüber. Es sei schwer vorstellbar, dass deutsche Soldaten mit dem Gewehr im Anschlag israelischen gegenüberstünden.[148] Der Sprecher des Seeheimer Kreises der SPD, Johannes Kahrs, glaubt nicht, dass ein Einsatz der Bundeswehr im Bundestag mehrheitsfähig ist.[149]
- Die USA und Frankreich haben sich auf einen Resolutionsentwurf des UN-Sicherheitsrats geeinigt.[150] Der Entwurf ruft zur vollständigen Beendigung der Gewalt zwischen Israel und der Hisbollah auf. Israel werde jedoch das Recht zugestanden, sich gegen Angriffe der Hisbollah mit Gegenangriffen zur Wehr zu setzen.[151] Libanons Ministerpräsident Fouad Siniora teilte unterdessen mit, dass der Entwurf „nicht ausreichend“ sei. Die Hisbollah bezog auch postwendend Stellung und sagte, dass man einem Waffenstillstand nur zustimmen werde, wenn alle israelischen Soldaten den Libanon verlassen. Ein Abzug wird in dem Entwurf nicht erwähnt.[146]

### 6. August 2006
- Israels Justizminister Chaim Ramon begrüßte den Resolutionsentwurf, erklärte aber, Israel hege Zweifel, dass die Hisbollah eine wie auch immer geartete Resolution einhalten wird. Israel werde seine Militäraktionen fortsetzen, ließ er verlauten.[152]
- Bei einem Raketenangriff der libanesischen Hisbollah-Miliz auf den israelischen Kibbutz Kfar Giladi sind 12 israelische Soldaten getötet worden. Etliche Menschen wurden verletzt. Es ist die höchste Opferzahl bei einem einzelnen Angriff auf Israel seit Beginn der Kämpfe am 12. Juli. In Haifa starben 3 Menschen durch einen Raketenangriff der Hisbollah, Dutzende wurden verletzt.[153]
- In Haifa starben durch einen Raketenangriff der Hisbollah drei Menschen, Dutzende wurden verletzt.[153]
- Im Lauf der Woche hat Israel 30.000 Reservisten einberufen. Am Sonntag teilte der Chef des Militärgeheimdienstes, General Amos Yadlin, mit, dass man einen der an der Entführung der beiden israelischen Soldaten beteiligten Hizbollah-Kämpfer gefangen genommen habe.[154] Der Name wurde mit Hassin Ali Saliman angegeben. Nach Behauptungen der israelischen Streitkräfte wurde der 22-jährige auch im Iran durch iranische Soldaten zum Terroristen ausgebildet. Eine Videoaufzeichnung seines Verhörs wird auf einer Armee-Website angeboten.[155]
- Bei einem Hizbollah-Angriff auf das Beduinendorf Arab al-Aramshe in Westgaliläa wurden drei arabische Frauen getötet.[156]

### 7. August 2006
- In der Nacht zum 7. August 2006 haben Israelische Kampfflugzeuge erneut Ziele im Libanon bombardiert. Berichte von israelischen Luftangriffen gibt es aus den südlichen Vororten der Hauptstadt Beirut und der Bekaa-Ebene. Nach libanesischen Angaben starben im Südlibanon mindestens 14 Zivilisten. Die Anzahl der Toten in dem Konflikt wird auf 1000 geschätzt, die meisten davon Zivilisten.[157]
- Die fünf ständigen Mitglieder des UN-Sicherheitsrats haben in New York ihre Beratungen über den jüngsten Resolutionsentwurf zum Libanon vertagt. Nach Angaben des russischen UN-Botschafters Tschurkin ist der Rat von einer Übereinkunft noch weit entfernt.[158]
- In Beirut teilte der libanesische Ministerpräsident Fouad Siniora bei einem Treffen der Außenminister der Arabischen Liga erneut mit, dass ein Plan für eine UN-Resolution, welche darauf abzielt, die Kampfhandlungen zu beenden, „nicht ausreichend“ sei, doch ein hoher Berater sagte, dass Sinioras Regierung die Resolution nicht „in Gänze“ verworfen habe. Der Resolutionsentwurf, aufgestellt von den Vereinigten Staaten und Frankreich, fordert „die sofortige Einstellung aller Hisbollah-Attacken und die sofortige Einstellung aller offensiven Militäroperationen von Seiten Israels.“ Libanon lehnt den Entwurf ab und verlangt, dass die Forderung nach einem schnellen Abzug Israels in die Resolution aufgenommen wird. Eine zweite Resolution sieht die Installierung einer internationalen Friedenstruppe vor, so dass Libanons Armee in der Lage ist, die Zone der südlichen Landesgrenze zu überwachen, wo die Hisbollah, seit dem israelischen Rückzug im Jahre 2000, an der Macht ist. Sinioria teilte auch mit, dass ein israelischer Luftschlag auf das südlibanesische Dorf von Hula 40 Menschen das Leben gekostet habe; später korrigierte sich Siniora und sagte, dass lediglich ein Mensch ums Leben gekommen sei.[159] Es sind inzwischen mehr als 140.000 Menschen aus dem Libanon nach Syrien geflohen.[160]
- Israels Verteidigungsminister Amir Peretz sagte, die Bodenoffensive im Libanon werde ausgeweitet, falls die Diplomatie keinen Erfolg bringe.[161]
- Bundesaußenminister Steinmeier kündigte an, morgen, am 8. August 2006, zu einem weiteren Vermittlungsbesuch in die Region zu reisen.[162]
- Die israelische Luftwaffe hat am Abend erneut Angriffe auf die libanesische Hauptstadt Beirut geflogen. Im Vorort Shiyeh kamen über 40 Menschen ums Leben.[163][164]
- US-Präsident George W. Bush hat sich gegen einen sofortigen Rückzug der israelischen Truppen aus dem Südlibanon ausgesprochen. Es dürfe kein Vakuum geschaffen werden, in das dann die Hisbollah eindringe, sagte Bush in Crawford (Texas).[165]
- Die Arabische Liga stellte sich unterdessen hinter den Friedensplan der libanesischen Regierung. Vertreter der Organisation reisten nach New York, um bei der Uno für den Standpunkt zu werben.[166] Der Plan sieht im Gegensatz zum UN-Resolutionsentwurf den sofortigen Waffenstillstand und Abzug der Israelis vor.[167]
- Die libanesische Armee hat heute Reservisten einberufen. Passend dazu verlautete aus Regierungskreisen, noch heute solle die Verlegung von Truppen in den Süden des Landes beschlossen werden.[168] Dabei geht es um eine Zahl von 15.000 Soldaten, die in die Gebiete einrücken sollen, aus denen sich die israelische Armee zurückziehen soll.[169]

### 8. August 2006
- Zwei israelische Soldaten starben beim Ort Bint Dschubail. Drei Soldaten starben während heftiger Kämpfe mit der Hisbollah im Süden des Libanons. Dabei wurden auch 14 Soldaten verletzt.[170]
- Israel warf Flugblätter ab, welche die Bevölkerung warnten sich nach 22 Uhr draußen aufzuhalten. Wie ein israelischer Militärsprecher mitteilte, würde dies ein Risiko sein.[170]

### 9. August 2006
- Israel greift erstmals ein palästinensisches Flüchtlingslager im Libanon an. Nach Berichten der libanesischen Polizei wurde das größte Flüchtlingslager im Libanon nahe Sidon, in dem etwa 50.000 Flüchtlinge leben, angegriffen. Dabei starben 2 Menschen und 15 Leute wurden verletzt. Direkt neben dem bombardierten Gebäude grenzte ein Zentrum, das dem Fatah-Führer Munir Makdah unterstand.[171]
- Bei den heftigen Kämpfen mit Hizbollah-Guerilleros in Ayta al-Shaab und Dibel sind 15 israelische Soldaten getötet und 10 weitere verwundet worden.[170]
- Mindestens ein israelischer Soldat einer Fallschirmjäger-Reserveeinheit ist durch Beschuss aus einem israelischen Panzer („friendly fire“) im Dorf A-Taibeh ums Leben gekommen. Zehn weitere Soldaten der Einheit wurden dabei verwundet.[172]
- Das israelische Sicherheitskabinett hat eine Ausweitung der Bodenoffensive im Libanon beschlossen. 30.000 Soldaten sollen bis zum Fluss Litani vorrücken. Eli Yishai, Vize-Ministerpräsident Israels, hat angekündigt, dass die neue Offensive rund 30 Tage dauern werde.[173]

### 10. August 2006
- Israel will die geplante Bodenoffensive in den Libanon bis zum Wochenende aufschieben, um die Chancen der Bemühungen um einen Waffenstillstand zu verbessern. Der israelische Finanzminister Avraham Hirchson beziffert die bisherigen Kosten des Krieges für Israel auf 1,6 Milliarden US-$.[174]
- Bei einem Hizbollah-Angriff auf das westgaliläische Dorf Dir al-Assad wurden der 5-jährige Fathi Assadi und seine Mutter Miriam, beide israelische Araber, getötet und elf weitere Menschen verletzt.[174][175][176]
- Die Hisbollah feuerte nach israelischen Angaben wieder mindestens 110 Raketen auf den Norden Israels ab.[177] Bis heute hat die Hizbollah mehr als 3500 Raketen auf Israel abgefeuert.
- Frankreich und die USA rangen weiterhin um einen gemeinsamen Resolutionsentwurf. Uneinigkeit bestand über den Zeitpunkt des Rückzugs Israels. Die USA unterstützten weiterhin die israelische Position, nach der der Rückzug zeitgleich mit der Stationierung einer internationalen Sicherheitstruppe erfolgen soll, während Frankreich die libanesische Position vertritt, nach welcher der Rückzug zeitgleich mit der Stationierung der libanesischen Armee erfolgen soll.[177]
- Nach russischen Angaben sind die Verhandlungen in der Nacht auf Freitag gescheitert. Russland will einen eigenen Entwurf vorlegen, der zu einer 72-stündigen humanitären Waffenruhe aufruft. Die Krise sei zu ernst, um auf einen permanenten Waffenstillstand warten zu können, erklärte der russische UNO-Botschafter Tschurkin.[178]
- Nach Angaben des libanesischen Innenministers Ahmad Fatfat haben israelische Truppen bei der Einnahme der überwiegend christlich bewohnten Stadt Marjajoun die örtliche Kaserne besetzt und 350 Soldaten und Polizisten festgesetzt. „Die Truppen weigerten sich [die Kaserne mit den israelischen Streitkräften zu teilen] und sagten sie würden gehen, aber die Israelis ließen sie nicht“, sagte der Minister. Nach israelischen Angaben wurde niemand gefangen genommen. Eine Armeesprecherin sagte, man habe die Soldaten lediglich gebeten, sicherheitshalber in der Kaserne zu bleiben, weil rund um die Stadt schwere Kämpfe getobt hätten.[179]

### 11. August 2006

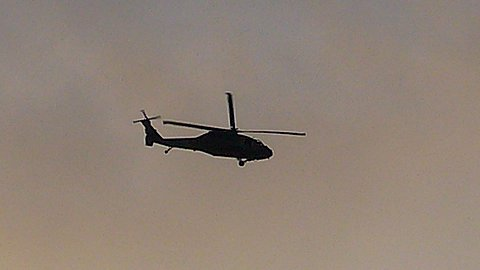
Helikopter der IAF

- Der UN-Menschenrechtsrat der UNO hat in Genf mit 27 gegen 11 Stimmen (bei 8 Enthaltungen) die Einsetzung einer Kommission zur Untersuchung von mutmaßlichen Menschenrechtsverletzungen verlangt. Die Sitzung war von Tunesien und der Arabischen Liga beantragt worden.[180] Die Mehrheit der 47 Mitgliedsländer des Menschenrechtsrats – darunter Russland und China – stimmte für eine Resolution, die Israel der systematischen Verletzung der Menschenrechte und internationaler Abkommen beschuldigt. Deutschland votierte mit anderen EU-Ländern gegen das Papier.[181]
- Hisbollah gab an, bei Aita asch-Scha'b 15 israelische Soldaten getötet zu haben und räumte ein, selbst vier Kämpfer verloren zu haben, gab jedoch den Ort nicht an. Im Hisbollah-TV-Sender Al-Manar wurde gemeldet, dass Hisbollah ein Kanonenboot vor der Küste von Tyros getroffen und 12 Seeleute getötet und verletzt habe. Die Meldung wurde von der israelischen Armee dementiert.[182]
- Bei einem Luftangriff auf eine Brücke am Grenzübergang zu Syrien bei Abboudiyeh im Norden des Libanon wurde mindestens zwölf Menschen getötet. Die Küstenstraße zur nördlichen Grenze ist damit der einzige verbleibende Fluchtweg zu Lande.[183]
- UNIFIL-Truppen haben aus Mardsch Uyun (Marjayoun) in Absprache mit den israelischen Streitkräften 350 libanesische Soldaten evakuiert. Dem Konvoi haben sich hunderte von Personenfahrzeugen angeschlossen. Nach Augenzeugenberichten sollen 3500 Menschen auf diese Weise die Stadt verlassen haben, davon mehrere hundert Menschen aus umliegenden schiitischen Dörfern stammend.[184]
- USA und Frankreich einigen sich auf gemeinsame UN-Resolution. Der Entwurf sieht den schrittweisen Rückzug Israels aus Südlibanon, bei gleichzeitiger Stationierung der libanesischen Armee vor und soll dem Sicherheitsrat noch heute vorgelegt werden. Außerdem soll UNIFIL um 15.000 Mann verstärkt und mit einem robusten Mandat versehen werden. Weitere Details sind noch unbekannt.[185]
- Trotz dieser Einigung von USA und Frankreich bereitet Israel weiter eine Bodenoffensive vor, bei der die Streitkräfte zum Litani-Fluss vorrücken sollen.[186][187]
- Eine Drohne der israelischen Luftwaffe hat den von UNIFIL begleiteten Flüchtlingskonvoi aus Mardsch Uyun im Libanon bei Chtaura auf der Westseite des Bekaa-Tals angegriffen. Dabei sind dem libanesischen Roten Kreuz zufolge mindestens sieben Menschen getötet und 36 weitere verletzt worden. Der Konvoi sollte 350 libanesische Soldaten aus Marajyoun abtransportieren. Etwa 3500 Zivilisten hatten sich ihm angeschlossen. Israel hat den Angriff inzwischen als Fehler bezeichnet.[188][189]
- Israel und Libanon erklärten sich vor der Sitzung des UN-Sicherheitsrates mit dem Resolutionsentwurf einverstanden.[190]
- In der Nacht beschließt der UN-Sicherheitsrat einstimmig die Resolution 1701. Darin wird Israel zum Verzicht auf weitere Offensiven im Libanon und die Hisbollah-Miliz zur Einstellung ihre Angriffe aufgerufen. Weiterhin wird der schnellst mögliche Rückzug Israels aus Südlibanon gefordert. Der Rückzug soll gleichzeitig mit der Stationierung der libanesischen Armee stattfinden. Zur Unterstützung der libanesischen Armee soll UNIFIL auf 15.000 Mann aufgestockt werden.[191]

### 12. August 2006
- Unterdessen weitet Israel seine Offensive trotz der Resolution wie angekündigt aus. Die Kämpfe sollen mindestens bis zur Kabinettsabstimmung über die Resolution am Sonntag andauern, sagt ein Mitglied der Regierung. Der israelische Generalstabschef Dan Chalutz spricht dagegen davon, dass die Kämpfe noch eine Woche anhalten könnten.[192]
- Hassan Nasrallah hat Zustimmung zur Libanon-Resolution des Weltsicherheitsrats geäußert und wird der UN-Forderung nach Waffenruhe folge leisten. Die Hisbollah behält sich aber vor, so lange weiterzukämpfen wie Israel seine Bodenoffensive fortsetze. Israel hat der Resolution noch nicht zugestimmt. Eine entsprechende Abstimmung ist für Sonntag geplant.[192][193]
- Bei Gefechten mit der Hizbollah sind am Samstag 19 israelische Soldaten getötet worden, darunter auch der Sohn des israelischen Schriftstellers und Friedensaktivisten David Grossmann.[194] Weitere 85 wurden verwundet, zwölf davon schwer. Zwei der Getöteten wurden im Dorf Shakif-al-Amal versehentlich von einem israelischen Panzer überrollt. Laut Angaben der israelischen Armee wurden am Samstag 40 Hizbollah-Kämpfer getötet.[195][196]
- Die israelischen Streitkräfte bestätigte am Samstag, dass erstmals ein Transporthubschrauber der IAF mit einer Panzerabwehrrakete der Hizbollah abgeschossen worden ist. Hizbollah behauptet dagegen, es habe sich um eine neuartige Rakete namens Waad gehandelt. Dabei starben 5 Soldaten, darunter eine Soldatin.[196] Libanesischen Angaben zufolge soll die Hizbollah auch eine israelische Drohne abgeschossen haben.[197]
- Bei einem israelischen Luftangriff auf das Dorf Rshaf im Südlibanon wurden 15 Zivilisten getötet. Israelische Raketen töteten weitere drei Menschen in einem Auto bei Kharayeb. In der Nacht auf Samstag ist ein libanesischer Soldat bei einem Luftangriff auf eine Armeebasis im westlichen Bekaa-Tal getötet worden.[198][199]
- Die libanesische Regierung stimmt UNO-Resolution einstimmig zu, äußert aber Bedenken in einigen Detailfragen und will sich am Sonntag darüber besprechen. Im Kabinett sind auch zwei Minister der Hisbollah vertreten.[200]
- Israel und Libanon haben UN-Generalsekretär Annan gegenüber zugesichert, dass am Montag um 7:00 MESZ die Waffenruhe beginnt.[201]

### 13. August 2006
- Im israelischen Kabinett stimmten 24 Regierungsmitglieder für die Waffenruhe, eines enthielt sich der Stimme. Damit akzeptiert auch Israel die Resolution. Israel werde nur parallel zum Vorrücken von UN-Soldaten und libanesischen Kräften abziehen, nicht wenn einzelne Soldaten des Libanon die Israelis bei ihrem Eintreffen zum Abzug aufforderten, sagte die israelische Außenministerin Tzipi Livni.[202]
- Die Gefechte wurden heute unvermindert fortgeführt. Die israelische Polizei berichtet von dem Einschlag von 250 Raketen, von denen einige das Stadtzentrum von Haifa trafen. Dabei wurde ein 70-jähriger Mann getötet und 53 weitere verletzt.[203] Israel bombardierte den Süden Beiruts, mehrere Wohnblocks wurden in 20 Explosionen zerstört. Bei Angriffen auf die libanesische Hafenstadt Tyrus und andere Gebiete wurden am Sonntag insgesamt 18 Zivilisten und vier Soldaten getötet. Auch die Bodenoffensive rückt weiter in Richtung Litani vor. Fünf israelische Soldaten wurden getötet, weitere 30 verwundet, zehn davon schwer.[204][205]
- Israel erklärt sich erstmals zu Verhandlungen über die Freilassung der gefangenen Soldaten bereit, sagte Israels Außenministerin Livni. Auch die Mutter eines der Gefangenen sagte im Fernsehen, Olmert plane nun doch einen Gefangenenaustausch mit der Hisbollah.[206] Ministerpräsident Ehud Olmert hat am 14. Ofer Dekel zum „Sondergesandten betreffend die Rückkehr der drei entführten israelischen Soldaten“ ernannt.[207]
- Die Hisbollah lehnt nach den Worten eines ungenannten libanesischen Ministers ihre Entwaffnung ab.[208]
- An den letzten beiden Tagen hat die israelische Armee Flugblätter mit den Namen von 180 getöteten und identifizierten Hizbollah-Kämpfern über dem Libanon abgeworfen und diese Namen auch auf den von der Hizbollah genutzten Fernseh- und Radiofrequenzen ausgestrahlt.[209]

### 14. August 2006
- Bis zum unmittelbaren Beginn der Waffenruhe Um 8 Uhr Ortszeit (7 Uhr MESZ) lieferten sich Israel und die Hisbollah heftige Gefechte und die israelische Luftwaffe griff Ziele im Südlibanon und in Ostbeirut an. Die Waffenruhe wurde pünktlich von beiden Seiten eingehalten. Israel begann mit dem Abzug einzelner Truppenverbände.[210]
- Die israelische Armee gab an, in Notwehr bislang sechs Hisbollah-Kämpfer getötet zu haben. Derweil begeben sich im Südlibanon Zehntausende Flüchtlinge auf den Heimweg. Israel und Libanon warnen die Flüchtlinge vor einer übereilten Rückkehr.[211]
- Bis heute hat die Hisbollah mehr als 4000 Raketen auf Israel abgefeuert. Allein am 13. August wurde der Einschlag von 250 Raketen gemeldet.[197]
- Einer Bekanntmachung der israelischen Regierung zufolge hat der Libanonkrieg 2006 auf israelischer Seite insgesamt 39 Zivilisten, davon sieben Kinder, acht Frauen und 15 nicht-jüdische israelische Bürger, und 117 Soldaten, 50 davon 21 Jahre alt oder jünger, das Leben gekostet.[212]
- Nach Aussage des israelischen Ministerpräsident Olmert sei „die Präsenz der Hisbollah im Süden zerstört“, ebenso das Waffenarsenal, was er als strategischen Vorteil wertete. Das Selbstvertrauen der Hisbollah sei geschädigt. Im Parlament sagte er, dass Israel die Führung der Hisbollah weiterhin verfolgen werde.[211]
- Auch Hizbollah-Führer Scheich Hassan Nasrallah sprach von einem «strategischen, historischen Sieg» über Israel. «Wir sind siegreich aus einem Krieg hervorgegangen, in dem große arabische Armeen (zuvor) geschlagen wurden», sagte Nasrallah. Die Hisbollah versprach, sie werde beim Wiederaufbau der zerstörten Gebiete helfen.[211]
- 5 bis 10 Raketen der Hisbollah sind im südlichen Libanon eingeschlagen. Niemand wurde verletzt, nichts wurde beschädigt. Die Armee sehe keinen Anlass für eine unmittelbare Antwort und keinen Bruch der Waffenruhe, da Israel nicht getroffen worden sei.[213]
- Militärvertreter der UN (UNIFIL-Kommandant Alain Pellegrini), Libanons und Israels sind im Grenzort Ras Nakura zu Gesprächen über die Umsetzungsmodalitäten der Resolution 1701 zusammengekommen. In den Gesprächen ging es um den Rückzug der israelischen Streitkräfte und die Stationierung libanesischer Soldaten im Südlibanon.[207]
- Ministerpräsident Ehud Olmert hat den früheren Vizechef des Geheimdiensts Shin Beth beauftragt, sich um die Befreiung der im Libanon und im Gaza-Streifen entführten Soldaten zu bemühen.[207] Nach Aussage hoher israelischer Offiziere kämen 13 Häftlinge der Hisbollah in Frage. Zusätzlich könnten die Leichen von dutzenden Hisbollah-Kämpfern übergeben werden.[214]
- Der Libanon will am Dienstag mit dem Kampf gegen den Ölteppich an seiner Mittelmeerküste beginnen. Da Israel die Luft- und See-Blockade noch aufrechterhält, gestalten sich Aufräumarbeiten als schwierig. Experten schätzen die Kosten auf 100 Millionen Dollar.[215]
- Der Enthüllungsjournalist Seymour M. Hersh will herausgefunden haben, dass Israel schon lange vor den Entführungen zweier Soldaten durch die Hisbollah am 12. Juli einen Plan hatte, die Hisbollah anzugreifen, und dass Beamte der Bush-Regierung darüber unterrichtet waren.[216]

### 15. August 2006
- Syriens Präsident Baschar al-Assad hat sich zur Unterstützung der Hisbollah bekannt und die arabischen Nationen zur Unterstützung der Hisbollah aufgerufen.[217] Weiterhin sagte er „Israel ist unser Feind und will keinen Frieden“, nannte aber gleichzeitig seine Bedingung für einen Frieden: „Friede würde bedeuten, dass Israel die besetzten Gebiete zurückgibt.“[218]
- Als Reaktion auf Assads Rede hat Frank-Walter Steinmeier seine Reise nach Syrien kurzfristig abgesagt. Er sagte, die Aussagen Assads seien „ein negativer Beitrag, der den gegenwärtigen Herausforderungen und Chancen im Nahen Osten in keiner Weise gerecht wird“.[217] Die US-Regierung hat die Konten von zwei hohen syrischen Offizieren in den USA wegen der Finanzierung der Hisbollah gesperrt.[219]
- Israel räumte die knapp eine Woche zuvor besetzte Stadt Mardsch Uyun. Der Truppenabzug soll nach Angaben israelischer Offiziere in der nächsten Woche abgeschlossen sein. Bis Ende der Woche können die libanesischen Soldaten am Nordufer des Litani eintreffen, teilte der libanesische Verteidigungsminister mit. Die erste Verstärkung der UNIFIL Truppen wird in 10 Tagen erwartet.[220][221]
- UNFIL-Kommandeur Generalmajor Alain Pellegrini stellte klar, dass die UN-Soldaten nicht versuchen werden, die Hisbollah-Miliz im Südlibanon zu entwaffnen. Dies sei Aufgabe des Libanon.[222]

### 16. August 2006
- Israel besteht auf der vollständigen Umsetzung der UN-Resolution 1701 und droht der Hisbollah mit Fortsetzung des Krieges, sollte sie als bewaffnete Organisation fortbestehen. Die UN-Resolution sei eindeutig: Die Hisbollah muss aus dem Grenzgebiet entfernt, ihre Waffen beschlagnahmt und die Organisation aufgelöst werden, sagte ein Regierungsvertreter aus dem Büro des israelischen Ministerpräsidenten.[223]
- Die Hisbollah lehnt ihre Entwaffnung ab, solange sich israelische Soldaten im Libanon und im Gebiet der Schebaa-Farmen aufhalten. „Die Präsenz israelischer Panzer im Süden ist eine Aggression, und der Widerstand behält sich das Recht vor, dieser Aggression zu begegnen“, verkündete ihr Scheich Nabil Kauk in Tyrus.[224] Die Hisbollah hat gestern noch einmal betont, dass sie nach der Stationierung der Stabilisierungstruppe keine bewaffnete Präsenz im Südlibanon zeigen und die waffenfreie Zone akzeptieren werde.[225]
- Der israelische Generalstabschef Dan Chalutz, der bislang einen Abzug innerhalb von zehn Tagen in Aussicht gestellt hatte, erklärte, dass seine Truppen solange im Südlibanon blieben, bis die multinationale UN-Truppe stationiert sei: „Selbst wenn es Monate dauert.“[226]
- Belgien, Deutschland, Frankreich, Großbritannien, Irland, Italien, Luxemburg, Polen, Slowakei, Spanien, Schweden und Tschechien sind grundsätzlich bereit, an der UNIFIL-Mission mitzuwirken.[227] Es gibt auch Berichte, wonach sich die Schweiz eventuell an der Mission beteiligt.[228]
- Frankreich fordert ein Ende der Luft-, Land- und Seeblockade des Libanon. Außenminister Philippe Douste-Blazy beriet mit der libanesischen Regierung und Vertretern aus der Türkei, Pakistan und Malaysia über die UNO-Friedenstruppe.[228]

### 17. August 2006
- Der libanesische General Adnan Daud wurde festgenommen, nachdem libanesische Fernsehsender eine zuerst in israelischen Sendern ausgestrahlte Videoaufnahme gezeigt hatten, auf der zu sehen war, wie er sich freundlich mit israelischen Soldaten unterhielt, die die kampflos übergebene Kaserne der von ihm befehligten Einheit besetzten. Er kommandierte eine 1.000 Mann starke Einheit der libanesischen Militärpolizei in der überwiegend von Christen bewohnten Stadt Mardsch Uyun. Im Libanon, der sich trotz des Waffenstillstands von 1949 offiziell im Krieg mit Israel befindet, sind Kontakte mit Israel strafbar.[229]
- Am 17. August gab das Higher Relief Council der libanesischen Regierung bekannt, dass durch die am 12. Juli begonnenen Feindseligkeiten im Libanon 1.181 Menschen ums Leben gekommen und 4.036 verletzt worden sind. Bei diesen Zahlen wurde jedoch nicht zwischen Zivilisten, Soldaten und Hizbollah-Mitgliedern unterschieden. Ferner seien immer noch 333.170 Menschen auf der Flucht.[230]
- Nach Angaben von UNIFIL haben israelische Flugzeuge heute Morgen zweimal den libanesischen Luftraum verletzt sowie zwei libanesische Schafhirten und etwa 100 Schafe die Blaue Linie zu Israel überschritten.[231]

### 18. August 2006
- Sieben Staaten geben der UN eine feste Zusage, Truppen für die erweiterte UNIFIL-Mission zu stellen. 3.500 Mann sind damit zusammengekommen, das größte Kontingent stellt Bangladesch mit 2.000 Soldaten. Frankreich sicherte 200 Mann zu. Stellvertretender UN-Generalsekretär Mark Malloch Brown sagte, das reiche für eine erste Verstärkung. Wichtig sei nun, ob die Einheiten über die nötigen Fähigkeiten und die richtige Ausrüstung verfügen und ob Israel und Libanon sich mit den Staaten einverstanden erklären. Deutschland sicherte u. a. eine „bedeutende maritime Komponente“ zu, mit der man imstande sei, den ganzen Küstenabschnitt zu kontrollieren.[232]
- Hisbollah entschädigt Libanesen für Kriegsverluste. Wer während der Kämpfe im Libanon seine Wohnung verloren hat, soll umgerechnet rund 9.500 Euro Bargeld für eine neue Unterkunft und Möbel erhalten. Nach libanesischen Behördenangaben wurden während der israelischen Offensive rund 15.000 Wohnungen zerstört.[233]
- In der Nacht überflogen israelische Kampfjets wiederholt viele Teile des Libanon. Libanesischen Polizeiangaben zufolge wurden unbekannte Ziele in der Bekaa-Ebene mit Raketen beschossen. Israelische Sicherheitskräfte bestätigten die Überflüge, dementierten aber die Benutzung von Waffen. Ein Radiosender der Hisbollah spricht von israelischen Scheinangriffen.[234]

### 19. August 2006
- Beim ersten israelischen Angriff im Libanon seit Beginn der Waffenruhe wurde in der Nacht zum 19. August bei Baalbek im Ostlibanon ein israelischer Offizier getötet und zwei Soldaten verwundet. Zu Opfern auf libanesischer Seite gibt es widersprüchliche Angaben. Israelischen Angaben zufolge handelte es sich dabei nicht um eine offensive Aktion, die einen Bruch der Waffenruhe darstellen würde. Laut israelischer Armee diente der Einsatz dazu Waffenlieferungen aus Syrien und Iran an die Hisbollah zu unterbinden und verlief erfolgreich, laut Hisbollah galt der Angriff hingegen der Entführung ihres wichtigen Funktionärs Mohammed Yazbek und konnte zurückgeschlagen werden. Libanesischen Quellen zufolge verwendeten die israelischen Spezialeinheiten während des Einsatzes Fahrzeuge und Uniformen der libanesischen Armee.[235]
- UN-Generalsekretär Kofi Annan bezeichnete die Militäraktion als Verletzung des Waffenstillstands gemäß Weltsicherheitsrat-Resolution 1701 und hat angeordnet, dem Weltsicherheitsrat täglich Berichte über die Einhaltung des Waffenstillstands seitens der Konfliktparteien vorzulegen.[236]

### 20. August 2006
- Nach Angaben von Haaretz hat ein UN-Sprecher angedeutet, dass die UN-Truppen im Südlibanon ermächtigt seien, gegen bewaffnete Hisbollah-Kämpfer, die sich nicht entwaffnen lassen, Gewalt einzusetzen.[237]

### 21. August 2006
- Einem Bericht des Guardian zufolge haben von der israelischen Armee abgeworfene Cluster- oder Streubomben nach dem Waffenstillstand im Südlibanon vier Menschenleben gefordert und 21 Menschen verletzt. Minenräumteams haben bisher 89 Stellen entdeckt, an denen sog. Bomblets aus Clusterbomben herumliegen.[238]
- In einem offenen Brief, der in allen israelischen Tageszeitungen abgedruckt wurde, hat die Reservisten-Brigade der israelischen Armeeführung unter anderem Unfähigkeit, Mangel an Voraussicht und schlechte Vorbereitung vorgeworfen. Die Soldaten werfen der Führung vor, sie seien nur als Ablenkung von innenpolitischen Problemen in den Krieg geschickt worden.[239][240]
- Die von der israelischen Armee bei einem Kommandounternehmen in Baalbek gefangenen fünf Männer wurden der UNIFIL übergeben.[241]

### 22. August 2006
- Italien kündigte die Aufstellung von 2.000 bis 3.000 Soldaten für die UNIFIL an, stellte aber die Bedingung, dass Israel den Waffenstillstand einhalten müsse. Man werde, falls gewünscht, die Truppe anführen. Israel und Libanon sind damit einverstanden.[242]

### 23. August 2006
- Libanesischen Sicherheitskräften zufolge starben im Südlibanon drei libanesische Soldaten beim Versuch, nicht explodierte israelische Geschosse zu räumen. Außerdem wurde ein 20-jähriger israelischer Soldat getötet und drei weitere verwundet, als ihr Panzer im Südlibanon nahe der Grenze auf eine mindestens sechs Jahre alte israelische Mine fuhr.[243][244][245]
- Der syrische Präsident Baschar al-Assad hat in einem Fernsehinterview vor einem Einsatz internationaler UN-Truppen im Libanon entlang der Grenze zu Syrien gewarnt. Dies würde als feindliche Aktion gegen Syrien gewertet und sei gleichbedeutend damit, dem Libanon die Souveränität zu entziehen.[244][246]
- Nachdem die Türkei zuvor eine Beteiligung an der internationalen UN-Truppe in Aussicht gestellt hatte, erklärte Namık Tan, Sprecher des türkischen Außenministeriums, heute auf einer Pressekonferenz: „Die Türkei stimmt einem Auftrag wie der Entwaffnung der Hisbollah nicht zu. Wird ein solcher Auftrag erteilt, kann nicht die Rede davon sein, dass die Türkei einen Beitrag im Rahmen einer UN-Mission leistet.“[247]

### 24. August 2006
- Frankreichs Präsident Jacques Chirac kündigt an, dass Frankreich sein Kontingent im Libanon auf 2.000 Soldaten erhöhen will.[248]

### 27. August 2006
- „Hätten wir gewusst, dass die Entführung der Soldaten […] [zu dem Krieg] geführt hat, würden wir es definitiv nicht getan haben,“ sagte der Führer der Hisbollah Hassan Nasrallah in einem Interview im libanesischen Fernsehen.[249]

### 30. August 2006
- Die libanesische Regierung hat erklärt, dass sie jeder Familie, deren Haus im Krieg zerstört wurde, etwa $40.000 (60 Mio. lib. Pfund) Entschädigung zahlen will. Von dem Angebot ausgeschlossen ist der Süden von Beirut, wo die Hisbollah bereits begonnen hat, Familien, die ihr Haus verloren haben, als Mietkostenzuschuss $12.000 in bar auszuhändigen. Präsident Siniora sucht noch Sponsoren für den Wiederaufbau ganzer Dörfer.[250]

### 31. August 2006
- Auf einer Solidaritätskundgebung in Tel Aviv forderten am Abend 60.000 Israelis unterschiedlichster Ausrichtung die Regierung auf, sich für die Freilassung der drei immer noch entführten Soldaten einzusetzen.[251][252]

## September

### 1. September 2006
- Das französische Kontingent für die UNFIL-Truppe ist für UN-Friedenstruppen ungewöhnlich stark bewaffnet. Frankreich schickt 13 Leclerc-Panzer, die mit 120-mm-Kanonen ausgestattet sind, sowie das auf Lastwagen montierte Hochleistungsradar Cobra.[253]
- Deutschland schickt Informationen des Nachrichtenmagazins SPIEGEL zufolge die Fregatten Mecklenburg-Vorpommern und Karlsruhe, sowie das Versorgungsschiff Frankfurt am Main. Hinzu kommen Schnellboote, Minenjagdboote, Truppenversorger und ein mit Abhöreinrichtungen ausgestattetes Schiff. Ergänzt werden die Einheiten der Bundesmarine durch Tornado-Aufklärungsflugzeuge sowie Transall-Transportmaschinen der Luftwaffe.[254]

### 4. September 2006
- Israel warf der Regierung des Libanon vor, dass diese Angebote zu Friedensgesprächen zwischen beiden Staaten ablehnen würde.[255]

### 7. September 2006
- Israel hat vor Konsequenzen gewarnt, sollte der Libanon sich nicht für die Freilassung zwei durch die Hisbollah entführter Soldaten einsetzen.[256]

### 8. September 2006
- Nachdem die Luftblockade schon am Vortag aufgehoben wurde, beendet Israel nun auch die Seeblockade des Libanon und übergibt die Überwachung der libanesischen Küstengewässer an italienische UN-Einheiten.[257]
- Ein hochrangiger Hisbollah-Vertreter, Mahmoud Kamati, hat in einem Interview mit der in Nazareth erscheinenden Zeitung A-Sinara betont, dass die beiden von der Hisbollah entführten israelischen Soldaten nur dann freikommen werden, wenn Israel seinerseits den verurteilten Mörder Samir Kuntar freilässt.[258]

### 9. September 2006
- Die israelische Armee hat ihre Seeblockade beendet und Marineeinheiten Italiens, Frankreichs und Griechenlands haben um 12:30 Uhr Ortszeit die Kontrolle libanesischer Gewässer übernommen, um Schiffe mit für die Hisbollah bestimmten Waffen abzufangen. Die italienischen und französischen Schiffe sollen vor Ort bleiben, bis die von der deutschen Bundesregierung zugesagten Einheiten eintreffen.[259]
- Der israelische Ministerpräsident Olmert hat erstmals Bedingungen für einen Abzug israelischer Truppen aus dem umstrittenen Gebiet um die Schebaa-Farmen genannt. Nach einer Mitteilung seines Büros sagt er dem russischen Außenminister Sergei Lawrow, dass Israel „zustimmen würde, über das Problem zu diskutieren“, falls die Vereinten Nationen entscheiden würden, dass das Gebiet libanesisch sei und wenn Libanon allen seinen Verpflichtungen aus den UN-Resolutionen 1559 und 1701 nachkommt. Olmert sei bereit, mit seinem libanesischen Amtskollegen Fouad Siniora zusammenzutreffen.[260]
- Die libanesische Armee hat mitgeteilt, dass sie inzwischen 15.000 Mann im südlichen Libanon stationiert habe und diese Bedingung der Resolution 1701 des UN-Sicherheitsrates erfüllt habe. Laut AFP seien nunmehr nur noch im Gebiet von Alma asch-Schab, bei Marun ar-Ras und um Aitarun israelische Truppen auf libanesischen Gebiet. Zuvor haben libanesische Truppen im Küstengebiet nahe der israelischen Grenze Stellung bezogen, nachdem die israelischen Streitkräfte von dort abgezogen waren. Nach Angaben des italienischen Außenminister Massimo D’Alema sei der Abzug der israelischen Truppen innerhalb von zehn Tagen zu bewältigen, aber der israelische Verteidigungsminister Amir Peretz geht davon aus, dass die Stationierung eines ausreichenden Kontingents von UNIFIL-Truppen den Abzug erst in zwei Wochen ermöglicht.[260]

### 13. September 2006
- Amnesty International hat in einem Bericht nun auch der Hisbollah vorgeworfen, im Libanonkrieg „vorsätzlich zivile Ziele angegriffen zu haben“.[261] Amnesty habe deshalb die UN aufgefordert, Völkerrechtsverletzungen von beiden Seiten untersuchen zu lassen.[262]
- Einer Meldung von Radio Vatikan zufolge hat der Heilige Stuhl ein Moratorium zum Einsatz von Clusterbomben gefordert.[263]

### 22. September 2006
- Bei seinem ersten öffentlichen Auftritt seit Beginn der Offensive der Hisbollah gegen Israel hat deren Führer Hassan Nasrallah den Rücktritt der derzeitigen libanesischen Regierung verlangt und Bundeskanzlerin Merkel vorgeworfen, die deutsche Marine wolle lediglich Israel schützen. Außerdem hat er die Entwaffnung der Hisbollah abgelehnt und behauptet, seine Organisation verfüge inzwischen über mehr als 20.000 Raketen.[264] Damit „spucke Nasrallah der internationalen Gemeinschaft ins Gesicht“ kommentierte der Sprecher des israelischen Außenministeriums die Rede.[265]

### 24. September 2006
- Der christliche libanesische Politiker Samir Geagea, früher Führer der Forces Libanaises, wandte sich auf einer Gegendemonstration zu der von der Hisbollah veranstalteten Kundgebung gegen die Ansicht Hassan Nasrallahs, das Ergebnis des Krieges sei „ein Sieg“ über Israel. Er fühle wie viele Libanesen, dass die Zukunft des Landes unsicher sei und dass die Hisbollah die Kämpfe durch die Gefangennahme der beiden israelischen Soldaten am 12. Juli provoziert habe. Er wies auch die Forderung Nasrallahs nach einem Rücktritt des Kabinetts Siniora zurück und sieht in den Waffen der Hisbollah ein Hindernis für „einen starken und fähigen Staat“, nach dem Nasrallah in seiner Rede gerufen hatte.[266]

## Oktober

### 1. Oktober 2006
- Um 2.30 Ortszeit haben fast alle israelischen Soldaten den Libanon verlassen.[267] Nur im Grenzort Ghadschar sind noch israelische Soldaten verblieben.[268] Der Ort liegt in westlicher Richtung unweit der umstrittenen Schebaa-Farmen. Nach dem Beginn des Waffenstillstands am 14. August 2006 hatten israelische Einheiten begonnen, einen Zaun zwischen dem in Libanon liegenden nördlichen Teil der Stadt und der Umgebung zu errichten.[269]

### 7. Oktober 2006
- Einem vertraulichen Bericht des Bundesnachrichtendienstes zufolge soll die Hisbollah auf dem Landweg über Syrien neue iranische Mittelstrecken mit fast 1.000 Kilometer Reichweite erhalten haben, wie das Magazin Focus berichtet.[270]

### 9. Oktober 2006
- Der libanesische Ministerpräsident Siniora erklärte, dass seine Regierung das Waffenstillstandsabkommen mit Israel von 1949 wieder in Kraft setzen würde, falls die umstrittenen Schebaa-Farmen von Israel freigegeben würden. In einem Interview mit dem Wall Street Journal sagte er: „Es gibt kein Erfordernis, das Waffenstillstandsabkommen zu erneuern oder es [neu] zu verhandeln.“ Siniora sagte auch, dass die libanesische Armee nicht den Auftrag habe, die Hisbollah zu entwaffnen, wohl aber „klare Anweisungen, alle Waffen, die sie im Süden findet, zu konfiszieren“.[271]

### 10. Oktober 2006
- Durch die israelische Armee wurden bei einem Zusammentreffen von Generälen von UNIFIL, der libanesischen und der israelischen Armee Karten übergeben, die Auskunft über die Platzierung von durch Israel verlegten Landminen geben.[272] Nach israelischen Angaben seien die Karten vollständig. Damit hat Israel eine Bedingung der Resolution 1701 erfüllt.[273]

### 15. Oktober 2006
- An Bord des italienischen Flugzeugträgers Giuseppe Garibaldi hat die Bundeswehr das Kommando der Maritime Task-Force übernommen. Admiral Andreas Krause ist Kommandeur des Marineverbandes, der aus Schiffen aus Deutschland, Schweden, Norwegen, Dänemark und den Niederlanden gebildet wird und den Waffenschmuggel in den Libanon über den Seeweg verhindern soll.[274]

### 19. Oktober 2006
- Heute gab Human Rights Watch bekannt, dass auch die Hisbollah Angriffe auf zivile Ziele mit Streubomben durchführte. HRW dokumentierte zwei Streubomben-Angriffe mit der chinesischen Typ 81-Rakete am 25. Juli auf das galiläische Dorf Mghar dokumentieren. Der Gebrauch der 122 mm-Rakete durch die Hisbollah sei der weltweit erste gesicherte Einsatz dieser Streubombenwaffe. Die späte Bekanntgabe begründete HRW mit israelischen Sicherheitsbedenken. Der HRW-Bericht zitiert zudem Angaben der israelischen Polizei, dass während des Konflikts insgesamt 113 Raketen mit Streumunition auf Israel abgefeuert wurden, wodurch eine Person getötet und zwölf weitere verletzt wurden.[69]
- Der UNIFIL-Kommandeur Alain Pellegrini hat nach eigenen Angaben die Vereinten Nationen um Artillerie zur Vorbeugung gegen israelische Luftangriffe auf seine Soldaten gebeten. Pelligrini erklärte, er werde UNIFIL notfalls mit Abwehrartillerie verteidigen, sollte Israel die Blauhelmsoldaten noch einmal angreifen.[275]

### 22. Oktober 2006
- Der israelische Minister für die Beziehungen zur Knesset, Yaakov Edri, hat auf eine Anfrage in der Knesset hin zugegeben, dass die Israel Defense Forces im Libanonkrieg Phosphorgranaten gegen "militärische Ziele in freiem Gelände" eingesetzt haben.[276][277] Im Krieg hatte es bereits zahlreiche Indizien für deren Einsatz gegeben.

### 31. Oktober 2006
- Erst am 9. November wurde bekannt, dass am 31. Oktober ein Beschuss von israelischen F-15 Kampfflugzeugen, die sich Stellungen der französischen UNIFIL-Truppen bedrohlich genähert hatten und mit geöffneten Bombenklappen eine typische Abwurfposition eingenommen haben, mit Luftabwehrraketen nur durch die Besonnenheit der französischen Soldaten vermieden wurde. Dies erklärte die französische Außenministerin Michèle Alliot-Marie in der Nationalversammlung. Man habe nur Sekunden vor dem Abwehrfeuer gestanden.[278][279][280]

## November

### 19. November 2006
- Einem israelischen Fernsehbericht zufolge werden der israelische Generalstabschef Chalutz und der oberste Militärstaatsanwalt Avichai Mendelblit Untersuchungen zum Einsatz von Streubomben seitens der israelischen Streitkräfte im Libanonkrieg einleiten, nachdem sich herausgestellt hat, dass diese Bomben in einigen Fällen entgegen den Anweisungen von Chalutz eingesetzt worden sind. Demzufolge hatte Chalutz den Einsatz von Streubomben in besiedelten Gebieten verboten.[281][282] In den Vereinbarungen zur Lieferung der Streubomben soll Israel den USA zugesagt haben, diese Waffen nicht in bewohnten Gebieten einzusetzen.[283]

### 23. November 2006
- Ein hochrangiger französischer Offizier soll der Jerusalem Post erklärt haben, dass die französischen Soldaten der UN-Friedenstruppe im Libanon von ihrer Regierung die Erlaubnis erhalten hätten, auf israelische Kampfflugzeuge, von denen sie sich bedroht fühlten, zu schießen. Demselben Bericht zufolge habe sich der israelische Generalmajor Ido Nehuschtan gegenüber französischen Militärs für den Zwischenfall am 31. Oktober entschuldigt.[284]

### 24. November 2006
- Beim Versuch, einen Schafhirten aus einem bislang unbekannten Minenfeld im libanesischen Dorf Deir Mimas 3 km nordwestlich der israelischen Grenze zu retten, haben zwei europäische Minenräumexperten einen Fuß verloren, als es zur Explosion einer nach Angaben des UN Mine Action Coordination Center in south Lebanon israelischen Landmine kam. Darüber hinaus wurde ein libanesischer Sanitäter verwundet.[285]

### 25. November 2006
- Nach Untersuchung der Minenexplosion mit drei Verletzten bei Deir Mimas hat das UN Mine Action Coordination Center in south Lebanon (MACCSL) Israel vorgeworfen, während des Libanonkriegs im Südlibanon neue Landminen verlegt zu haben. Einer von Ha'aretz berichteten Erklärung des MACCSL zufolge, wurde die folgenschwere Explosion am Vortag durch eine Antipersonen-Landmine in einem während der Kämpfe im Sommer 2006 neu angelegten Minenfeld verursacht.[285]

## Dezember

### 5. Dezember 2006
- Der israelische Brigadegeneral Gal Hirsch ist von seinem Posten als Kommandeur der Galiläa-Division abgelöst worden, nachdem eine von der Armee beauftragte Untersuchungskommission ihn als mitverantwortlich für die Entführung der beiden israelischen Soldaten Ehud Goldwasser und Eldad Regew befunden hatte, die als Auslöser des jüngsten Libanonkriegs gilt.[286]
- Bei der Explosion von Streubombenmunition im Südlibanon ist ein 40-Jähriger getötet und seine 21-jähriger Neffe verwundet worden. Beide arbeiteten auf einer Baustelle im Dorf Kfar Tibnit bei Nabatiyeh. Der israelischen Zeitung Ha'aretz zufolge haben seit Beginn des Waffenstillstands am 14. August mindestens 25 Menschen durch Explosion von Streumunition ihr Leben verloren.[287]

## Januar

### 17. Januar 2007
- Nach monatelanger Kritik an der Kriegsführung Israels im Libanonkrieg 2006 ist der Generalstabschef Dan Chalutz von seinem Posten, den er seit 1. Juni 2005 innehatte, zurückgetreten. Vor der sog. Winograd-Untersuchungskommission, deren Ergebnisse bisher lediglich vorläufig veröffentlicht wurden, hatten ranghohe Offiziere Chaluz für die fehlerhafte Kriegsführung verantwortlich gemacht.[288][289]

## Februar

### 7. Februar 2007
- Als eine Planierraupe der israelischen Armee bei Jarun in dem Bereich zwischen der Blauen Linie und dem südlich davon liegenden Grenzzaun operierte, um mehrere zuvor entdeckte Sprengsätze zu entschärfen, eröffneten Soldaten der Libanesischen Armee (LAF) das Feuer (Warnschüsse) auf eine Einheit der israelischen Armee. Der Vorfall wird von den Vereinten Nationen als Verstoß gegen die Resolution 1701 verstanden.[290][291] Die israelischen Soldaten erwiderten mit Gewehrfeuer und Mörsern. Libanon hatte Israel zunächst beschuldigt, die Grenze verletzt zu haben.[292] Haaretz zufolge berichteten UN-Friedenssoldaten der israelischen Armeeführung, dass fünf Libanesen verletzt seien, was die libanesische Armee jedoch bestreitet.[291] In einem Briefing des Sicherheitsrates der Vereinten Nationen am 13. Februar 2007 machte Alvaro de Soto, der Sonderkoordinator für den Nahostfriedensprozess, sowohl die libanesische Armee als auch die Israels für den Zwischenfall verantwortlich. Zunächst hatten nach den Feststellungen von UNIFIL libanesische Soldaten das Feuer auf die Israelis eröffnet, ohne dass diese die Blaue Linie überschritten hätten. Im weiteren Verlauf hat dann eine israelische Planierraupe beim Versuch, im fraglichen Gebiet befindliche Minen zu räumen, die Blaue Linie überfahren. Insofern haben nach Ansicht der Vereinten Nationen sowohl Israel als auch Libanon den Waffenstillstand verletzt.[293]

## April

### 30. April 2007
- Die deutsche Fregatte Niedersachsen wurde in Gefechtsbereitschaft versetzt, als sich ein Boot mit einer Geschwindigkeit von 30 Knoten genähert und zunächst nicht zu erkennen gegeben hat. Erst dann erwies es sich als ein israelisches Schnellboot.[294][295][296]

## Mai

### 9. Mai 2007
- Erneuter Zwischenfall: Mehrere israelische Kampfflugzeuge nahmen Kurs auf die deutsche Fregatte "Niedersachsen", die im Rahmen der UNIFIL-Überwachungsmission vor der libanesischen Küste kreuzte.[294][295][296]

## Juni

### 24. Juni 2007
- Bei einem Anschlag mit einer Autobombe auf eine UNIFIL-Patrouille sind bei der südlibanesischen Stadt Khiyam drei kolumbianische und drei spanische Soldaten getötet und zwei weitere Spanier verletzt worden. Die Hisbollah verurteilte den Angriff, zu dem sich bislang niemand bekannt hat. Unter Verdacht steht die palästinensische Terrorgruppe Fatah al-Islam.[297][298][299]

## August

### 29. August 2007
- Ein 41-jähriger israelischer Araber, der bei einem Hisbollah-Angriff mit Katjuscha-Raketen auf Haifa im Sommer 2006 schwere Verbrennungen erlitten und seitdem auf der Intensivstation im Krankenhaus gelegen hatte, ist heute seinen Verletzungen erlegen. Haaretz zufolge steigt damit die Zahl der israelischen Opfer auf 153.[300]

## Juli

### 16. Juli 2008
- Im Norden Israels übergibt die Hisbollah die Leichname der beiden am 12. Juli gefangen genommen israelischen Soldaten der israelischen Armee. Es wurde nicht bekannt gegeben, wann und wie die beiden Soldaten zu Tode kamen.
- Im Gegenzug übergaben die Israelis die Leichen von knapp 200 Hisbollah-Kämpfern und 5 seit 1979 in israelischer Haft einsitzenden Libanesen. In Beirut wurde dies als großer Sieg gefeiert.